# Mercedes-Benz Actros
Actros ist die Bezeichnung für eine Lkw-Baureihe der Marke Mercedes-Benz der Daimler Truck AG. Sie wurde als Nachfolger der Schweren Klasse (SK) auf der IAA Nutzfahrzeuge 1996 eingeführt und daher anfänglich auch als Schwere Klasse Neu, kurz SKN, bezeichnet. In den Jahren 2003 und 2008 gab es umfangreiche Modellpflegemaßnahmen, die auch als MP 2 bzw. MP 3 (Modellprojekt 2 bzw. 3) bekannt sind. Zum Modelljahr 2011 wurde die zweite Modellgeneration vorerst unter der Bezeichnung Neuer Actros eingeführt. Der Actros wird auch als gepanzerte Militärversion angeboten, die beispielsweise von den kanadischen Streitkräften genutzt wird.

## Erste Generation Actros MP1 (BM 950–954)
Mercedes-Benz beschleunigte die Markteinführung des Actros, als die Absatzzahlen und der Marktanteil des Mercedes SK gesunken waren. Das Vorgängermodell SK war nach über 20 Jahren Bauzeit technisch veraltet. Um den Actros schnell auf den Markt bringen zu können, übernahm Mercedes zunächst noch einige Komponenten wie etwa die Hinterachse vom Vorgängermodell, obwohl diese Baugruppen mit dem Modellwechsel ebenfalls hätten erneuert werden sollen. Etwa ein Jahr nach Markteinführung des Actros wurden die alten Komponenten durch neu entwickelte ersetzt.
Mit dem in vielen Bereichen komplett neu entwickelten Actros führte Mercedes-Benz im großen Stil die elektronische Steuerung und Vernetzung (CAN-Bus) im Nutzfahrzeugbau ein. Der Actros erhielt eine neue Motorsteuerung, eine neue Getriebesteuerung, ein elektronisch geregeltes Bremssystem sowie ein flexibles Wartungssystem (im Pkw als Assyst bezeichnet). All diese Komponenten sind Teil der Telligent-Strategie (Kunstwort aus „Telematik“ und „Intelligent“). 
Bis 1998 war neben dem neuen Actros auch das Vorgängermodell SK noch erhältlich.
Die Fachpresse schrieb überwiegend positiv. Kritisiert wurden u. a. die anfangs als billig erscheinende Innenraumanmutung und als unausgereift empfundene Details. Der erste Actros (MP 1) hatte nach Markteinführung zahlreiche technische Probleme und galt einige Zeit als unausgereift. Mercedes machte Qualitätsoffensiven und verbesserte viele Details. 
Der Actros erreichte zunächst sehr gute Verkaufszahlen; später sank sein Marktanteil.

### Technische Neuerungen
Zu den Neuerungen bei Modelleinführung gehörten:
- Einführung einer komplett elektronisch geregelten Druckluftbremsanlage, die besondere Vorzüge im Hinblick auf Effizienz, Sicherheit und Bedienkomfort bietet,
- Telligent-Bremsanlage mit Scheibenbremsen an Vorder- und Hinterachse (für Baustellen- und Geländeeinsatz waren oder sind auch weiterhin Trommelbremsen verfügbar),
- Vernetzung der Steuergeräte im Fahrzeug (CAN-Bus-Technik für Fahrwerk und Antriebsstrang, später bei Lkw Typ MP 2 hinzukommend auch im Fahrerhaus),
- Weiterentwicklung der elektropneumatischen Schaltung (EPS) zur Telligent-Schaltung mit neuen Getriebevarianten,
- Neue Motoren der Baureihe OM 500 (V6- und V8-Zylinder) mit Telligent-Motorsteuerung,
- Flexibles Telligent-Wartungssystem,
- Die neue Hinterachse HL 8; sie hat keine Außenplanetenachse mehr.

### Ausstattung
Der Actros hat 17 % weniger Strömungswiderstand als das Vorgängermodell SK. Er war der erste Mercedes-Benz-LKW, der in enger Zusammenarbeit von Designern und Aerodynamik-Ingenieuren entstand.
Zunächst waren drei Fahrerhaus-Varianten des Actros erhältlich. Das kurze Fahrerhaus ("S") war 1,70 m lang und das mittlere Fahrerhaus ("M") 1,95 m. Beide Varianten haben eine Innenhöhe von 1,56 m. Das lange Fahrferhaus ("L"; auch Megaspace genannt) war 2,20 m lang, hatte eine Innenhöhe von 1,92 m und einen durchgehend ebenen Fahrerhausboden.
Je nach Einsatzzweck stehen Fahrgestelle mit zwei, drei oder vier Achsen mit auf Wunsch lieferbarer Luftfederung an allen Achsen zur Wahl. Insgesamt kann zwischen 3300 mm und 6300 mm Radstand gewählt werden. Die Bau-Versionen des Actros (vorgestellt im Herbst 1997) sind mit Radständen zwischen 3300 mm und 5100 mm erhältlich. Bei diesen Varianten kann die Vorderachse mit Blatt- oder Luftfederung ausgestattet werden, die Hinterachse ist stets mit parabolischen Blattfedern versehen.
Im Gegensatz zu den Straßenfahrzeugen mit innenbelüfteten Scheibenbremsen an allen Achsen waren Baufahrzeuge mit Radformel 4×2 an der Hinterachse mit Trommelbremsen ausgestattet; Fahrzeuge mit mehr als zwei Achsen und Allradantrieb haben Trommelbremsen an allen Achsen.
Als Getriebe standen ein 16-Gang-Handschaltgetriebe sowie ein halbautomatisches Schaltgetriebe (GS) und ein automatisiertes Schaltgetriebe mit automatischer Kupplungsbetätigung (AGS) mit ebenfalls 16 Gängen zur Wahl. Ein vollautomatisches Getriebe des Herstellers Allison wurde nur auf speziellen Kundenwunsch nachträglich in Molsheim eingebaut.

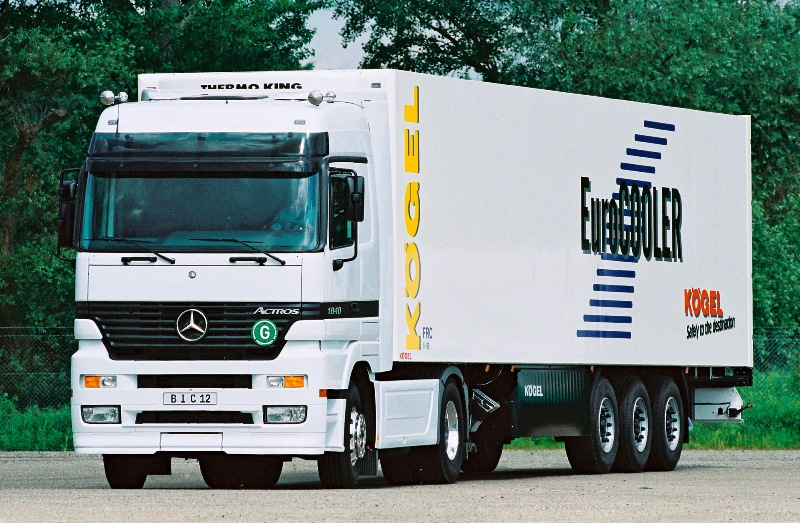
Actros MP1
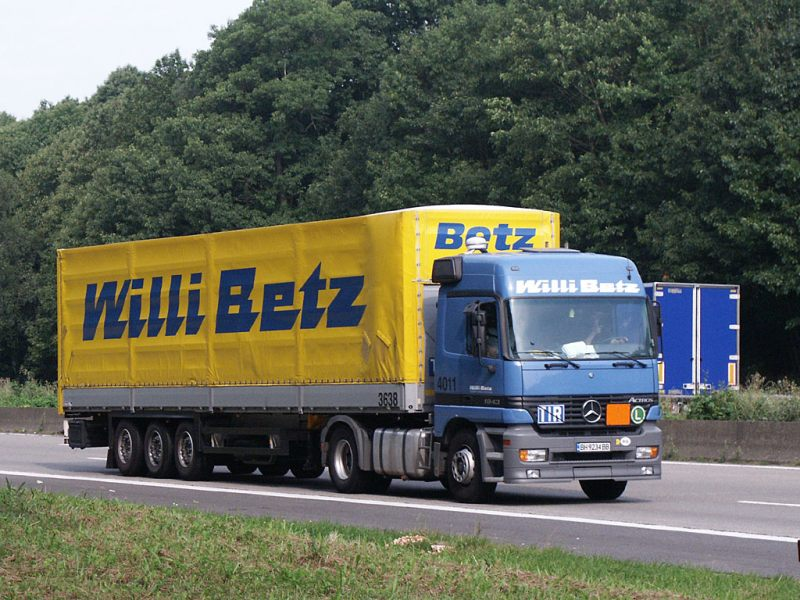
Actros als Sattelzug
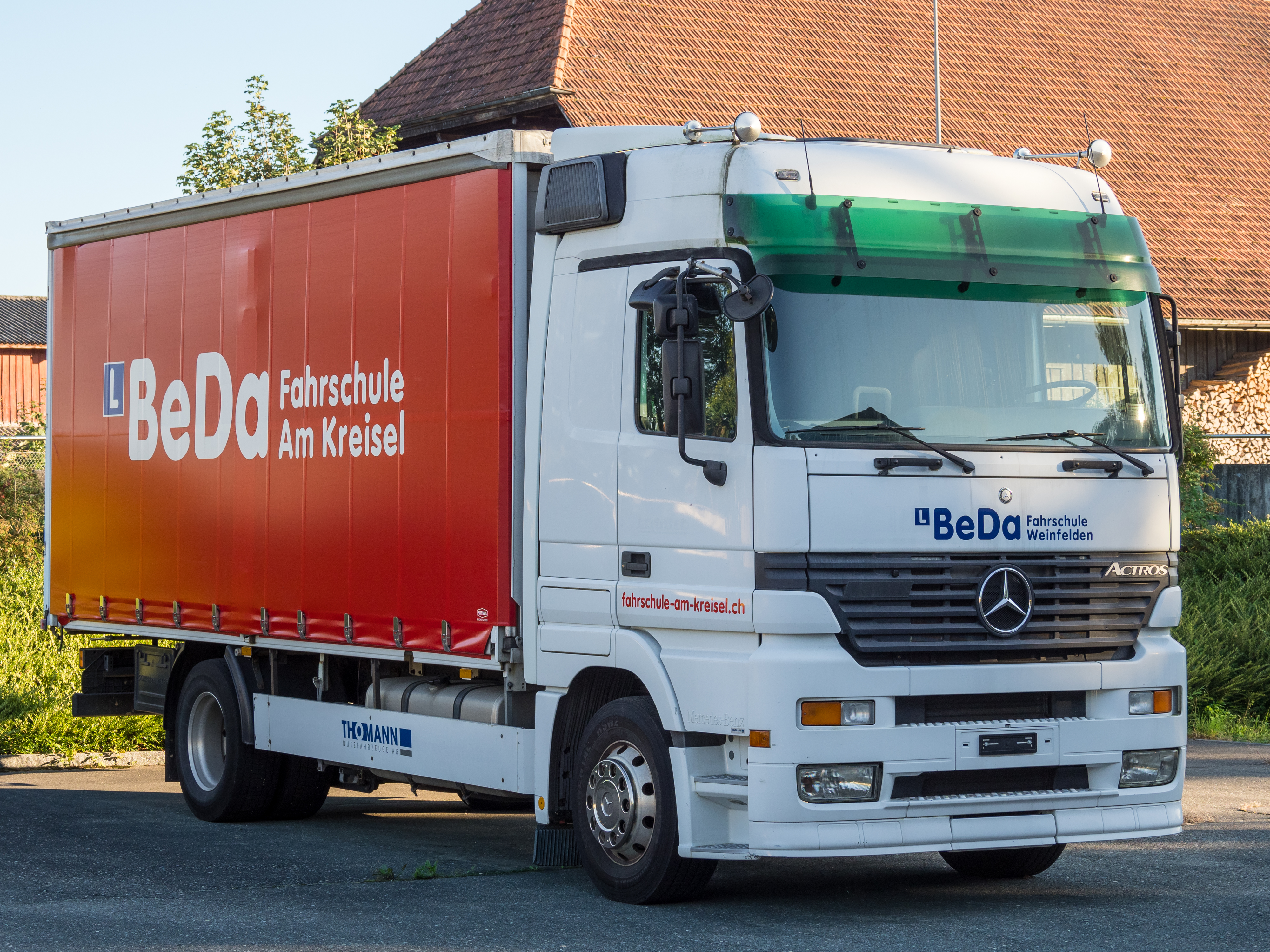
Actros als Fahrschulfahrzeug
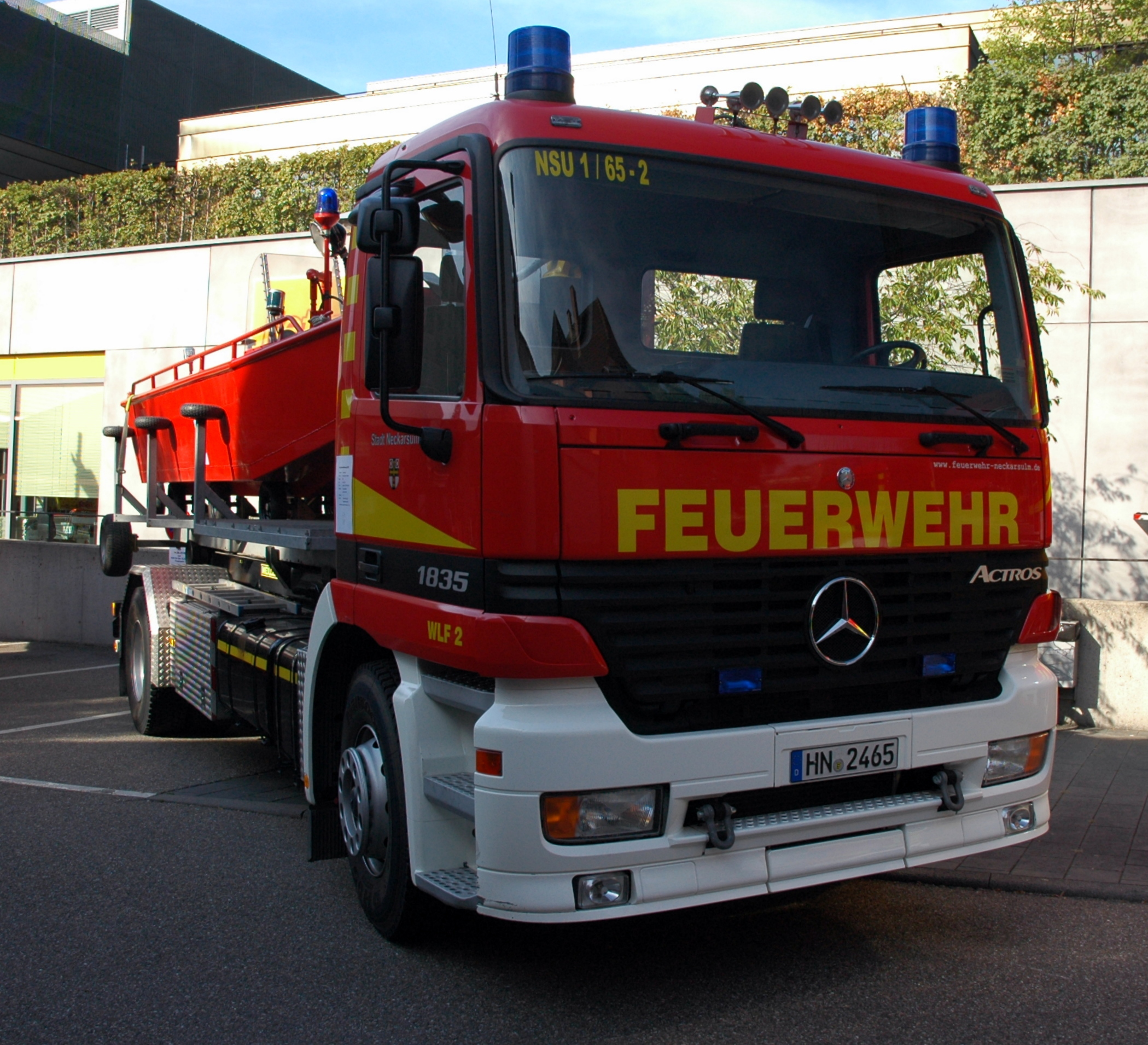
Actros 1835
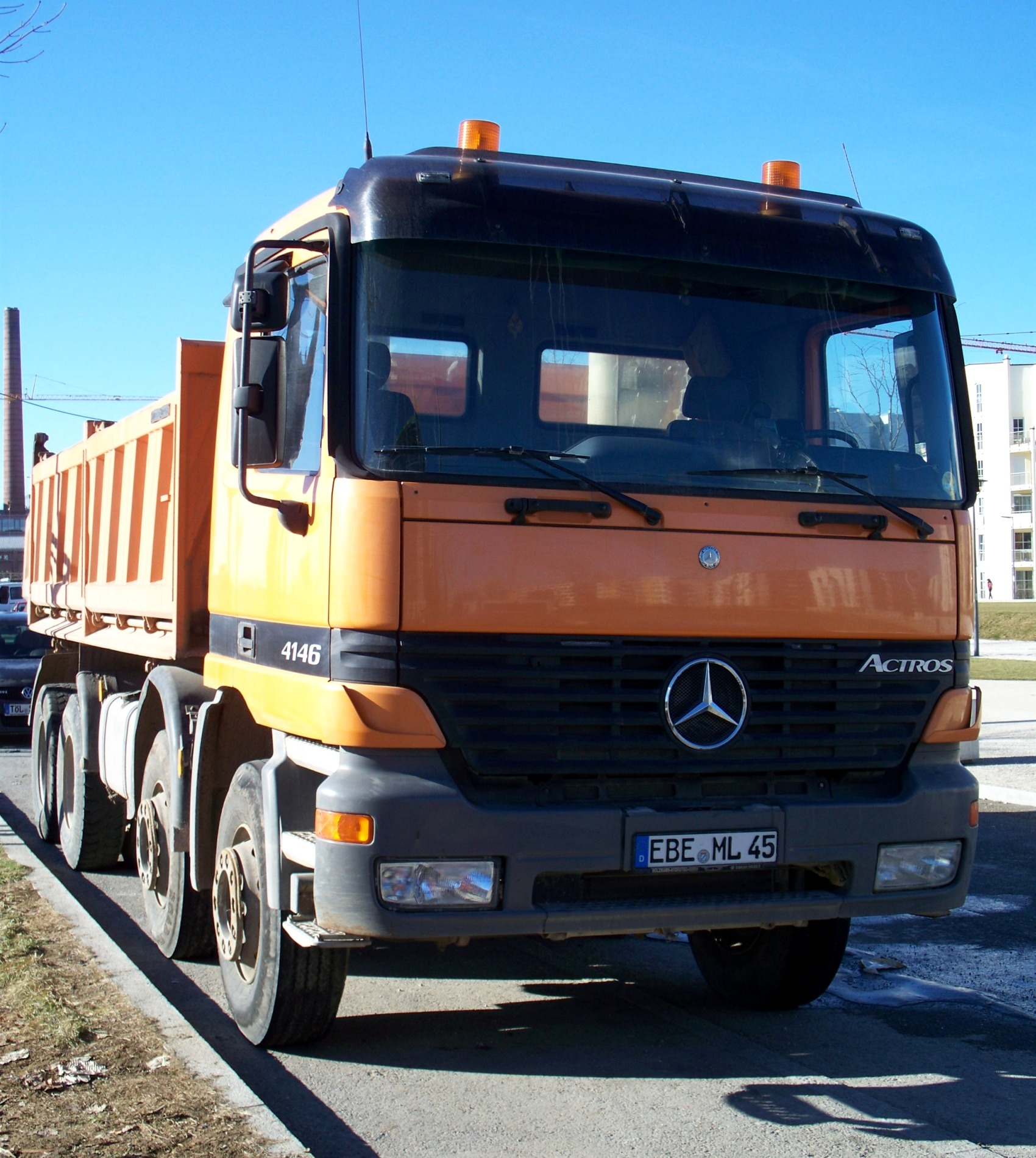
Actros 4146 als Kipper
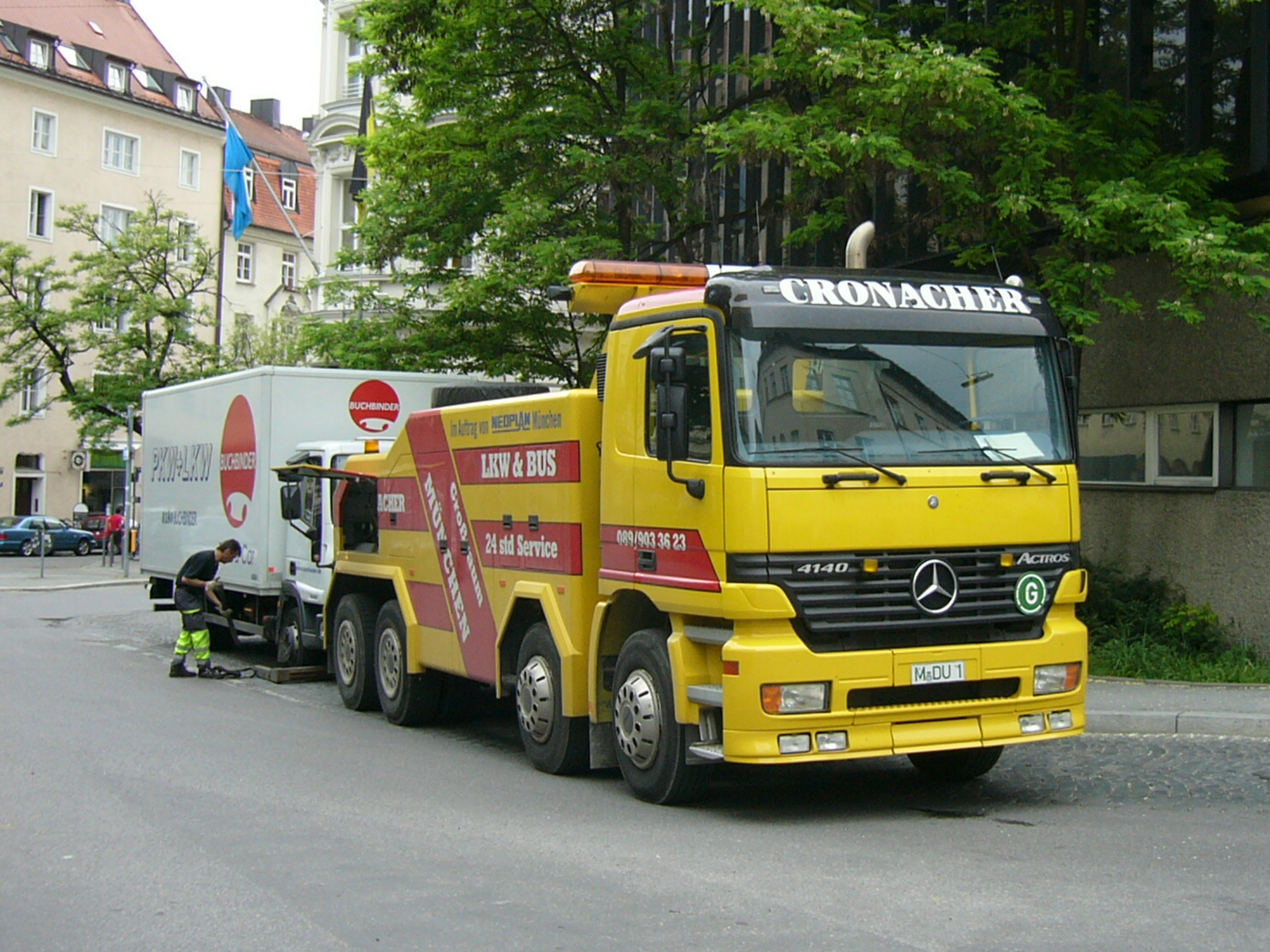
Actros als Bergefahrzeug

### Motorisierungen
Alle Actros-Motoren waren zu Beginn nach Abgasnorm Euro 2 homologiert, später auch nach Euro 3. Die hier erstmals eingesetzte neue Baureihe 500 erhielt die Bezeichnungen OM 501 LA für den V6-Motor bzw. OM 502 LA für den V8. Die neue Motorenfamilie greift auf einen gemeinsamen Baukasten für zentrale Komponenten (etwa Kolben, Pleuel usw.) zurück. Die unterschiedlichen Motorleistungen werden fast ausschließlich durch Unterschiede der jeweiligen Software im Motorsteuergerät (MR) erzeugt. Mechanisch ist die Baureihe 500 auf eine Laufleistung von einer Million Kilometern ausgelegt.
Es wurden folgende Motorisierungen angeboten:
| Modell                      | Motorkenncode Mercedes-Benz | Hubraum cm3                 | Bohrung × Hub mm            | Leistungs kW (PS) bei min−1 | Drehmoment Nm bei min−1     | Lieferbare Abgas- Standards | Kraftstoffaufbereitung Besonderheit   |
| V-Sechszylinder-Dieselmotor | V-Sechszylinder-Dieselmotor | V-Sechszylinder-Dieselmotor | V-Sechszylinder-Dieselmotor | V-Sechszylinder-Dieselmotor | V-Sechszylinder-Dieselmotor | V-Sechszylinder-Dieselmotor | V-Sechszylinder-Dieselmotor           |
| --------------------------- | --------------------------- | --------------------------- | --------------------------- | --------------------------- | --------------------------- | --------------------------- | ------------------------------------- |
| xx31                        | OM 501 LA                   | 11.946                      | ø 130 × 150                 | 230 (313) 1800              | 1530 1080                   | Euro 2 Euro 3               | Steckpumpe - Leitung - Düse (UPS/PLD) |
| xx35                        | OM 501 LA                   | 11.946                      | ø 130 × 150                 | 260 (354) 1800              | 1730 1080                   | Euro 2 Euro 3               | Steckpumpe - Leitung - Düse (UPS/PLD) |
| xx40                        | OM 501 LA                   | 11.946                      | ø 130 × 150                 | 290 (394) 1800              | 1850 1080                   | Euro 2 Euro 3               | Steckpumpe - Leitung - Düse (UPS/PLD) |
| xx43                        | OM 501 LA                   | 11.946                      | ø 130 × 150                 | 315 (428) 1800              | 2000 1080                   | Euro 2 Euro 3               | Steckpumpe - Leitung - Düse (UPS/PLD) |
| xx46                        | OM 501 LA                   | 11.946                      | ø 130 × 150                 | 335 (456) 1800              | 2200 1080                   | Euro 2 Euro 3               | Steckpumpe - Leitung - Düse (UPS/PLD) |
| V-Achtzylinder-Dieselmotor  |                             |                             |                             |                             |                             |                             |                                       |
| xx48                        | OM 502 LA                   | 15.928                      | ø 130 × 150                 | 350 (476) 1800              | 2300 1080                   | Euro 2 Euro 3               | Steckpumpe- Leitung- Düse (UPS/PLD)   |
| xx53                        | OM 502 LA                   | 15.928                      | ø 130 × 150                 | 390 (530) 1800              | 2400 1080                   | Euro 2 Euro 3               | Steckpumpe- Leitung- Düse (UPS/PLD)   |
| xx57                        | OM 502 LA                   | 15.928                      | ø 130 × 150                 | 420 (571) 1800              | 2700 1080                   | Euro 2 Euro 3               | Steckpumpe- Leitung- Düse (UPS/PLD)   |

Kraftstoffaufbereitung
Neu bei dieser Baureihe ist auch die Direkteinspritzung nach dem Pumpe-Leitung-Düse-Prinzip (PLD), einer Verbesserung des Prinzips der seit Jahrzehnten verwendeten Steckpumpen. Hierbei verfügt jeder Zylinder über eine eigene Einspritzpumpe, die durch einen eigenen Nocken auf der Nockenwelle angetrieben wird.
Die Kraftstoffversorgung der Steckpumpen erfolgt über eine mechanische Flügelpumpe, die mit der Lenkhelfpumpe zu einer Baueinheit (Tandempumpe) zusammengefasst und über die Welle des Luftpressers vom Motor angetrieben wird. An jeder Einzeleinspritzpumpe befindet sich ein elektromagnetisches Ventil, das von der Motorregelung (MR) angesteuert wird. Dadurch kann die MR abhängig vom Betriebszustand den jeweiligen Einspritzzeitpunkt und die Einspritzdauer bestimmen. Bezogen auf Kurbel- und Nockenwellenwinkel des Motors bestimmt hierbei der Schließzeitpunkt des Magnetventils den Einspritzbeginn und die Schließdauer die Einspritzmenge. Der Einspritzdruck wird mechanisch durch Betätigung der Steckpumpen über die Motornockenwelle aufgebaut. Die Einspritzdüse öffnet bei etwa 300 bar, der maximale Einspritzdruck liegt bei bis zu 1800 bar.
Die erst im Jahr 2002 eingeführte 335-kW-Variante des V6-Motors OM 501 LA nahm bereits die im MP 2 durchgeführten Maßnahmen zur Leistungssteigerung vorweg. Diese Leistungseinstellung wurde daher unverändert in das Facelift-Modell übernommen.

## Facelift 2003 Actros MP2 (BM 930-934)
Während zuvor lediglich Details verändert worden waren, erfolgte nach gut sechs Jahren Bauzeit zum Modelljahr 2003 eine tiefgreifende optische Überarbeitung. Zu diesem Zeitpunkt waren die Probleme der Anfangsjahre überwunden, die Baureihe war bereits gut eingeführt und konnte die Position des Marktführers für sich behaupten.
Im Rahmen des Facelifts überarbeitete Mercedes-Benz die Inneneinrichtung des Fahrerhauses und wertete diese fortan durch hochwertigere Materialien auf. Äußerlich umfasste die Modellpflege eine neue Formgebung der Scheinwerfer (nun erstmals mit Bi-Xenon-Scheinwerfern erhältlich) sowie eine weiter geglättete Fahrzeugfront. Dem allgemeinen Trend im Schwer-Lkw-Bau folgend erhielt die Kühlerblende weniger, dafür jedoch großflächigere Lamellen. Um den Wiedererkennungswert des Modells zu erhalten, blieb indes die Grundform des Fahrerhauses bestehen.

### Euro-3-Motoren
Gleichzeitig wurden im Actros MP 2 neue Motoren eingeführt, die allesamt nun nach Euro 3 homologiert waren. Zudem steigerte Mercedes-Benz die Leistung sowie das maximale Drehmoment der Motoren leicht. Im Einzelnen standen nun folgende Antriebe zur Wahl:
| Modell                      | Motorkenncode Mercedes-Benz | Hubraum cm3                 | Bohrung × Hub mm            | Leistungs kW (PS) bei min−1 | Drehmoment Nm bei min−1     | Lieferbare Abgas- Standards | Kraftstoffaufbereitung Besonderheit |
| V-Sechszylinder-Dieselmotor | V-Sechszylinder-Dieselmotor | V-Sechszylinder-Dieselmotor | V-Sechszylinder-Dieselmotor | V-Sechszylinder-Dieselmotor | V-Sechszylinder-Dieselmotor | V-Sechszylinder-Dieselmotor | V-Sechszylinder-Dieselmotor         |
| --------------------------- | --------------------------- | --------------------------- | --------------------------- | --------------------------- | --------------------------- | --------------------------- | ----------------------------------- |
| xx32                        | OM 501 LA                   | 11.946                      | ø 130 × 150                 | 235 (320) 1800              | 1650 1080                   | Euro 3                      | Steckpumpe- Leitung- Düse (UPS/PLD) |
| xx36                        | OM 501 LA                   | 11.946                      | ø 130 × 150                 | 265 (360) 1800              | 1850 1080                   | Euro 3                      | Steckpumpe- Leitung- Düse (UPS/PLD) |
| xx41                        | OM 501 LA                   | 11.946                      | ø 130 × 150                 | 300 (408) 1800              | 2000 1080                   | Euro 3                      | Steckpumpe- Leitung- Düse (UPS/PLD) |
| xx44                        | OM 501 LA                   | 11.946                      | ø 130 × 150                 | 320 (435) 1800              | 2100 1080                   | Euro 3                      | Steckpumpe- Leitung- Düse (UPS/PLD) |
| xx46                        | OM 501 LA                   | 11.946                      | ø 130 × 150                 | 335 (456) 1800              | 2200 1080                   | Euro 3                      | Steckpumpe- Leitung- Düse (UPS/PLD) |
| V-Achtzylinder-Dieselmotor  |                             |                             |                             |                             |                             |                             |                                     |
| xx50                        | OM 502 LA                   | 15.928                      | ø 130 × 150                 | 370 (503) 1800              | 2400 1080                   | Euro 3                      | Steckpumpe- Leitung- Düse (UPS/PLD) |
| xx54                        | OM 502 LA                   | 15.928                      | ø 130 × 150                 | 395 (537) 1800              | 2500 1080                   | Euro 3                      | Steckpumpe- Leitung- Düse (UPS/PLD) |
| xx58                        | OM 502 LA                   | 15.928                      | ø 130 × 150                 | 425 (578) 1800              | 2700 1080                   | Euro 3                      | Steckpumpe- Leitung- Düse (UPS/PLD) |
| xx61                        | OM 502 LA                   | 15.928                      | ø 130 × 150                 | 450 (612) 1800              | 2800 1080                   | Euro 3                      | Steckpumpe- Leitung- Düse (UPS/PLD) |

Neben den überarbeiteten Motoren umfasste das Facelift bei Modellen bis 335 kW (456 PS) eine neue, leichtere Hinterachse (HL 6), sowie einige neue Sonderausstattungen. So etwa das neue Integralheck, bei dem einige Fahrzeugkomponenten (Batterie, Vorratstank für Druckluft etc.) hinter dem Hinterachsdifferenzial (am Fahrzeugheck) zusammengefasst sind. Dies schafft an den Fahrzeugseiten Raum für den Einsatz größerer bzw. zusätzlicher Kraftstofftanks sowie Komponenten der Abgasreinigung (SCR-Katalysator und dgl.) Diese zusätzlichen Systemkomponenten waren im Zuge der Erfüllung neuer (und zukünftiger) Abgasnormen notwendig geworden.
Daneben konnte der Actros nun optional mit Super-Single-Bereifung (ein Breitreifen mit Notlaufsystem ersetzt die herkömmliche Zwillingsbereifung) geordert werden. Ebenfalls neu waren beim MP 2 die konsequent auf den Einsatz mit nur einem Fahrer ausgelegte Single-Cab-Innenausstattung sowie die vollständige Integration von Anhängern und Sonderaufbauten in das CAN-Bus-System des Fahrzeugs.
Im Jahr 2005 präsentierte Mercedes-Benz die auf 250 Einheiten limitierte Sonderserie Black Edition. Diese war mit einer 450 kW (612 PS) starken Variante des bekannten V8-Turbodiesels OM 502 ausgestattet und verfügte (im Vergleich zum Serien-Actros) über eine aufgewertete Innenausstattung (Vogelaugen-Ahorn, Lederlenkrad, Sitzbezüge mit eingestanztem Mercedesstern). Äußerlich ist das Sondermodell an einem speziell gestalteten Kühlergrill mit Chromspange, einer neuen Bugschürze mit Edelstahlgitter, chromumrandeten Scheinwerfern sowie verchromten Außenspiegeln erkennbar.

### Euro-4- und Euro-5-Motoren
Im Jahr 2004 wurden abermals neue Motorisierungen für den Actros vorgestellt, der V6-Motor OM 501 LA und der V8-Motor OM 502 LA. Als erster Hersteller präsentierte Mercedes-Benz Motoren, die der Abgasnorm Euro 4 bzw. Euro 5 entsprachen. Wie später auch die meisten anderen LKW-Hersteller setzte Mercedes-Benz hierfür eine Abgasnachbehandlung mittels selektiver katalytischer Reduktion („SCR“) ein. Hierbei werden die Abgase nicht, wie bisher bei LKW-Motoren üblich, nur innermotorisch mittels Abgasrückführung reduziert, sondern wie bei PKWs üblich durch einen Katalysator im Abgasstrang gereinigt.
Dies hat den Vorteil, dass bei der Motorabstimmung die Stickoxid-Rohemission vernachlässigt werden kann und der Motor daher auf einen möglichst geringen Ausstoß anderer Schadstoffe (z. B. Rußpartikel) optimiert werden kann. Somit entfällt der bisherige Zielkonflikt (reduzierte Stickoxid-Emissionen bewirkten erhöhten Ausstoß aller anderen Schadstoffe und umgekehrt). Durch die Vernachlässigung der Stickoxid-Rohemission kann zusätzlich der Wirkungsgrad des Motors erhöht werden, was einen niedrigeren Kraftstoffverbrauch und/oder höhere Motorleistung zur Folge hat.
Um den Wirkungsgrad zu verbessern, erhöhte der Hersteller das Verdichtungsverhältnis von 17,75:1 auf 18,5:1 sowie den Zünddruck von 170 auf 180 bar und führte weitere dafür notwendige Anpassungen durch. Dadurch konnten bei einigen Motoren Leistung und Drehmoment erhöht bzw. eine zusätzliche Leistungsklasse eingeführt werden. Hinzu kam eine 350 kW (476 PS) starke Version des OM 501 LA V6 mit einem maximalen Drehmoment von 2300 Nm.
In Anlehnung an die Marke AdBlue des Verband der Automobilindustrie wird diese Technologie vom Unternehmen BlueTec4 (Euro 4) und BlueTec5 (Euro 5) genannt.
Die BlueTec-Motoren wurden beim Actros schrittweise zwischen Ende 2004 und Anfang 2006 eingeführt und waren in folgenden Leistungsstufen erhältlich:
| Modell                      | Motorkenncode Mercedes-Benz | Hubraum cm3                 | Bohrung × Hub mm            | Leistungs kW (PS) bei min−1 | Drehmoment Nm bei min−1     | Lieferbare Abgas- Standards | Kraftstoffaufbereitung Besonderheit |
| V-Sechszylinder-Dieselmotor | V-Sechszylinder-Dieselmotor | V-Sechszylinder-Dieselmotor | V-Sechszylinder-Dieselmotor | V-Sechszylinder-Dieselmotor | V-Sechszylinder-Dieselmotor | V-Sechszylinder-Dieselmotor | V-Sechszylinder-Dieselmotor         |
| --------------------------- | --------------------------- | --------------------------- | --------------------------- | --------------------------- | --------------------------- | --------------------------- | ----------------------------------- |
| xx32                        | OM 501 LA BlueTec4/5        | 11.946                      | ø 130 × 150                 | 235 (320) 1800              | 1650 1080                   | Euro 4 Euro 5               | Steckpumpe- Leitung- Düse (UPS/PLD) |
| xx36                        | OM 501 LA BlueTec4/5        | 11.946                      | ø 130 × 150                 | 265 (360) 1800              | 1850 1080                   | Euro 4 Euro 5               | Steckpumpe- Leitung- Düse (UPS/PLD) |
| xx41                        | OM 501 LA BlueTec4/5        | 11.946                      | ø 130 × 150                 | 300 (408) 1800              | 2000 1080                   | Euro 4 Euro 5               | Steckpumpe- Leitung- Düse (UPS/PLD) |
| xx44                        | OM 501 LA BlueTec4/5        | 11.946                      | ø 130 × 150                 | 320 (435) 1800              | 2100 1080                   | Euro 4 Euro 5               | Steckpumpe- Leitung- Düse (UPS/PLD) |
| xx46                        | OM 501 LA BlueTec4/5        | 11.946                      | ø 130 × 150                 | 335 (456) 1800              | 2200 1080                   | Euro 4 Euro 5               | Steckpumpe- Leitung- Düse (UPS/PLD) |
| xx48                        | OM 501 LA BlueTec4/5        | 11.946                      | ø 130 × 150                 | 350 (476) 1800              | 2300 1080                   | Euro 4 Euro 5               | Steckpumpe- Leitung- Düse (UPS/PLD) |
| V-Achtzylinder-Dieselmotor  |                             |                             |                             |                             |                             |                             |                                     |
| xx51                        | OM 502 LA BlueTec4/5        | 15.928                      | ø 130 × 150                 | 375 (510) 1800              | 2400 1080                   | Euro 4 Euro 5               | Steckpumpe- Leitung- Düse (UPS/PLD) |
| xx55                        | OM 502 LA BlueTec4/5        | 15.928                      | ø 130 × 150                 | 405 (551) 1800              | 2600 1080                   | Euro 4 Euro 5               | Steckpumpe- Leitung- Düse (UPS/PLD) |
| xx60                        | OM 502 LA BlueTec4/5        | 15.928                      | ø 130 × 150                 | 440 (598) 1800              | 2800 1080                   | Euro 4 Euro 5               | Steckpumpe- Leitung- Düse (UPS/PLD) |
| xx65                        | OM 502 LA BlueTec4/5        | 15.928                      | ø 130 × 150                 | 480 (653) 1800              | 3000 1080                   | Euro 4 Euro 5               | Steckpumpe- Leitung- Düse (UPS/PLD) |

Die zuvor genannten Euro-3-Motoren blieben vorerst weiterhin im Angebot, jedoch wurden für innerhalb der EU zugelassene Neufahrzeuge ab Oktober 2006 die Euro-4-Norm und ab Oktober 2009 die Euro-5-Norm verpflichtend. Fahrzeuge, welche die Euro-4- bzw. Euro-5-Norm bereits vor dem jeweiligen Stichtag erfüllten, wurden in einigen EU-Ländern finanziell gefördert; in Deutschland beispielsweise durch eine ermäßigte Maut.

### Sicherheit
Mit der Einführung der neuen BlueTec-Motoren wurden beim Actros auch einige neue Sicherheitssysteme vorgestellt. Neben den heute für die meisten Fernverkehrs-LKW lieferbaren Systemen ABS, ASR und Fahrer-Airbag waren folgende Systeme gegen Aufpreis erhältlich:
- Stabilitätsregelung, kurz ESP: stabilisiert innerhalb physikalischer Grenzen das Fahrzeug in kritischen Fahrsituationen
- Abstandsregelung: überwacht und regelt den Sicherheitsabstand zum vorausfahrenden Fahrzeug
- Spurassistent: überwacht die Einhaltung der Fahrbahnmarkierungen und gibt ein akustisches Signal bei unbeabsichtigtem Verlassen des Fahrstreifens über die Bordlautsprecher aus
- Notbremsassistent: baut auf der Abstandsregelung auf, warnt den Fahrer bei Annäherung an ein Hindernis zunächst akustisch, leitet dann zunächst eine 30-prozentige Bremsung und zuletzt eine Notbremsung ein. Somit kann bei einem abgelenkten oder eingeschlafenen Fahrer ein Auffahrunfall (z. B. am Stauende) noch rechtzeitig verhindert oder zumindest die Aufprallgeschwindigkeit drastisch reduziert werden.

Aufgrund relativ hoher Aufpreise wurden diese Systeme jedoch nur bei einem relativ kleinen Teil der insgesamt verkauften Actros bestellt.

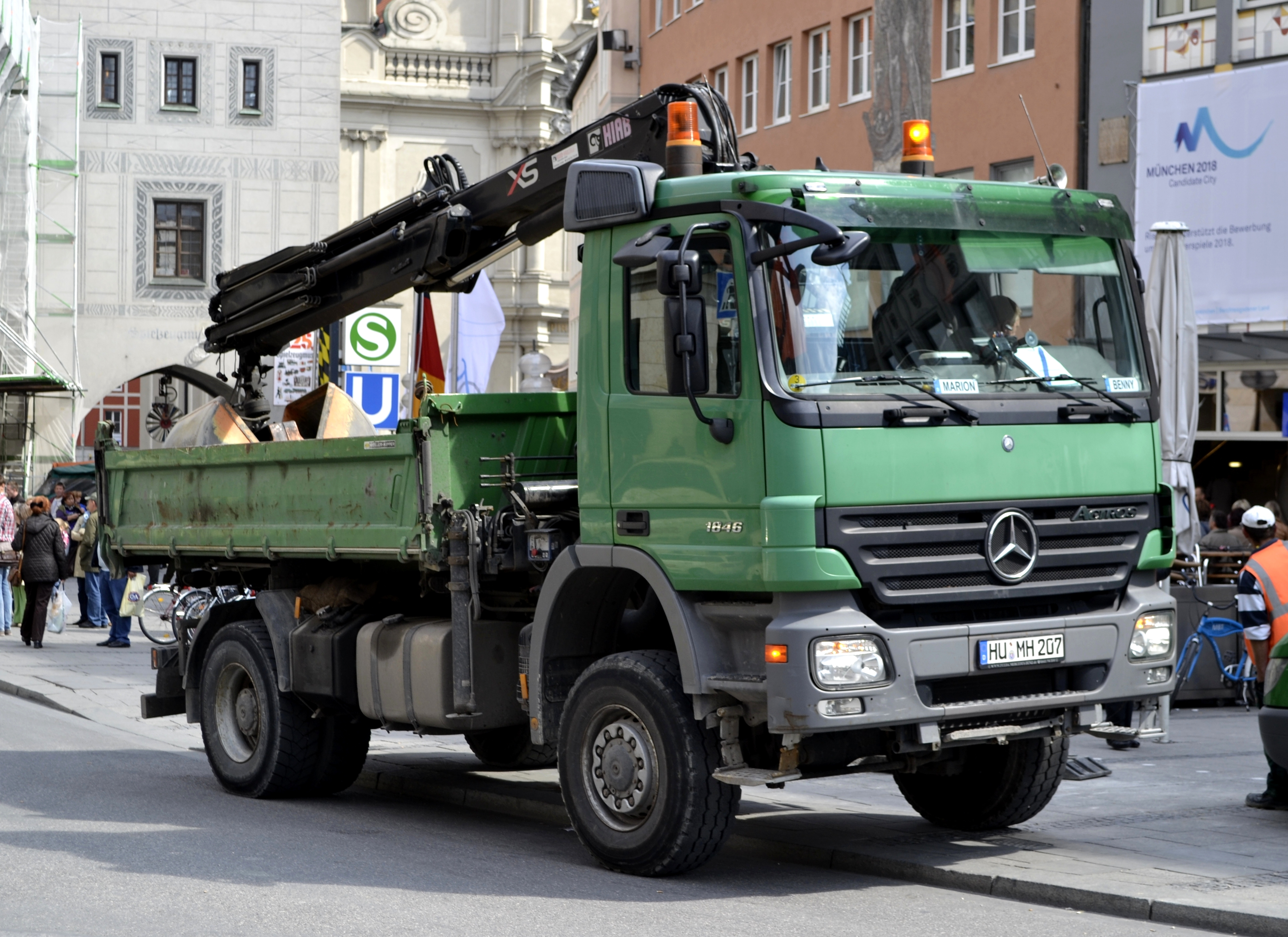
Actros 1846
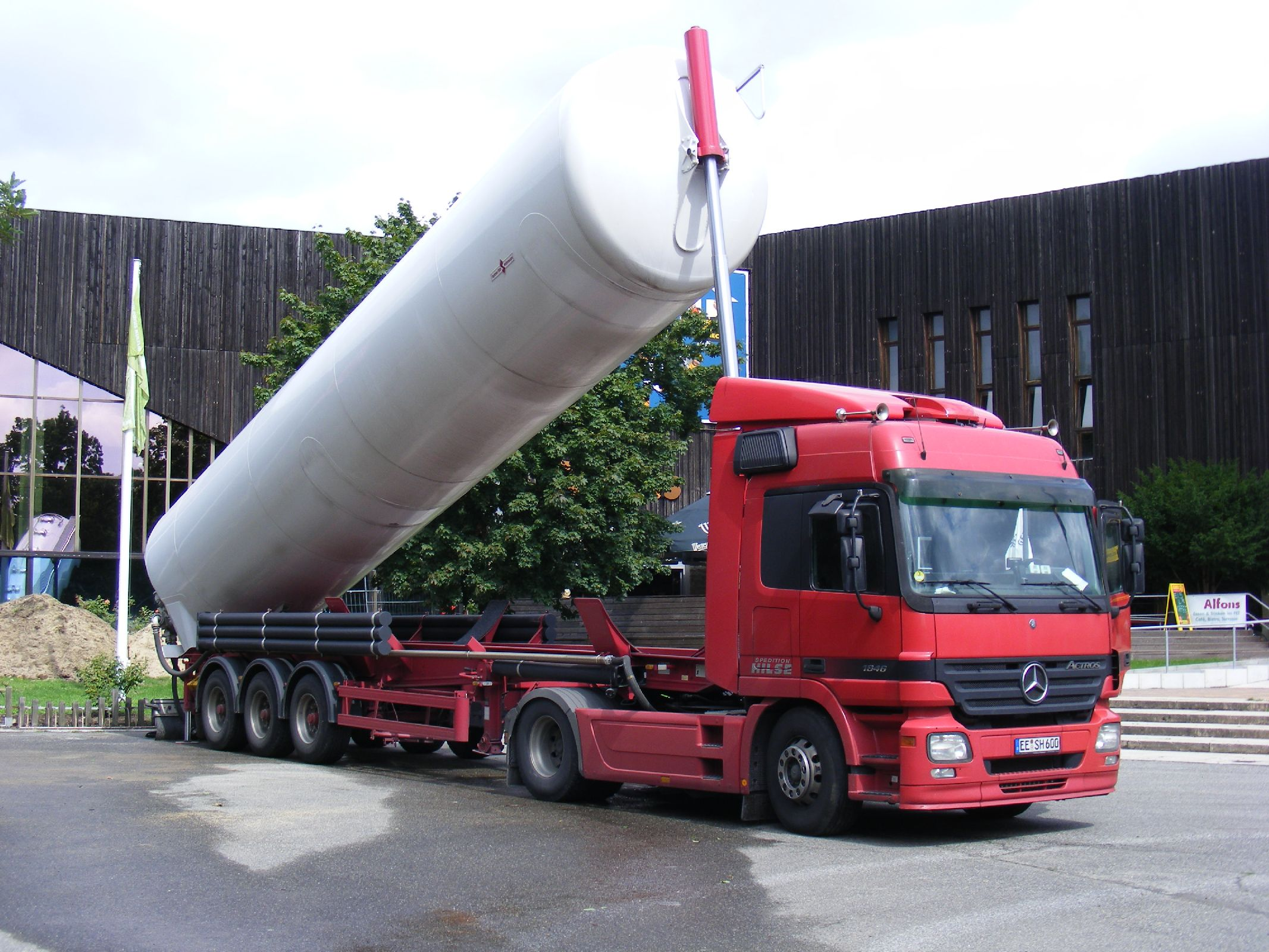
Actros 1846
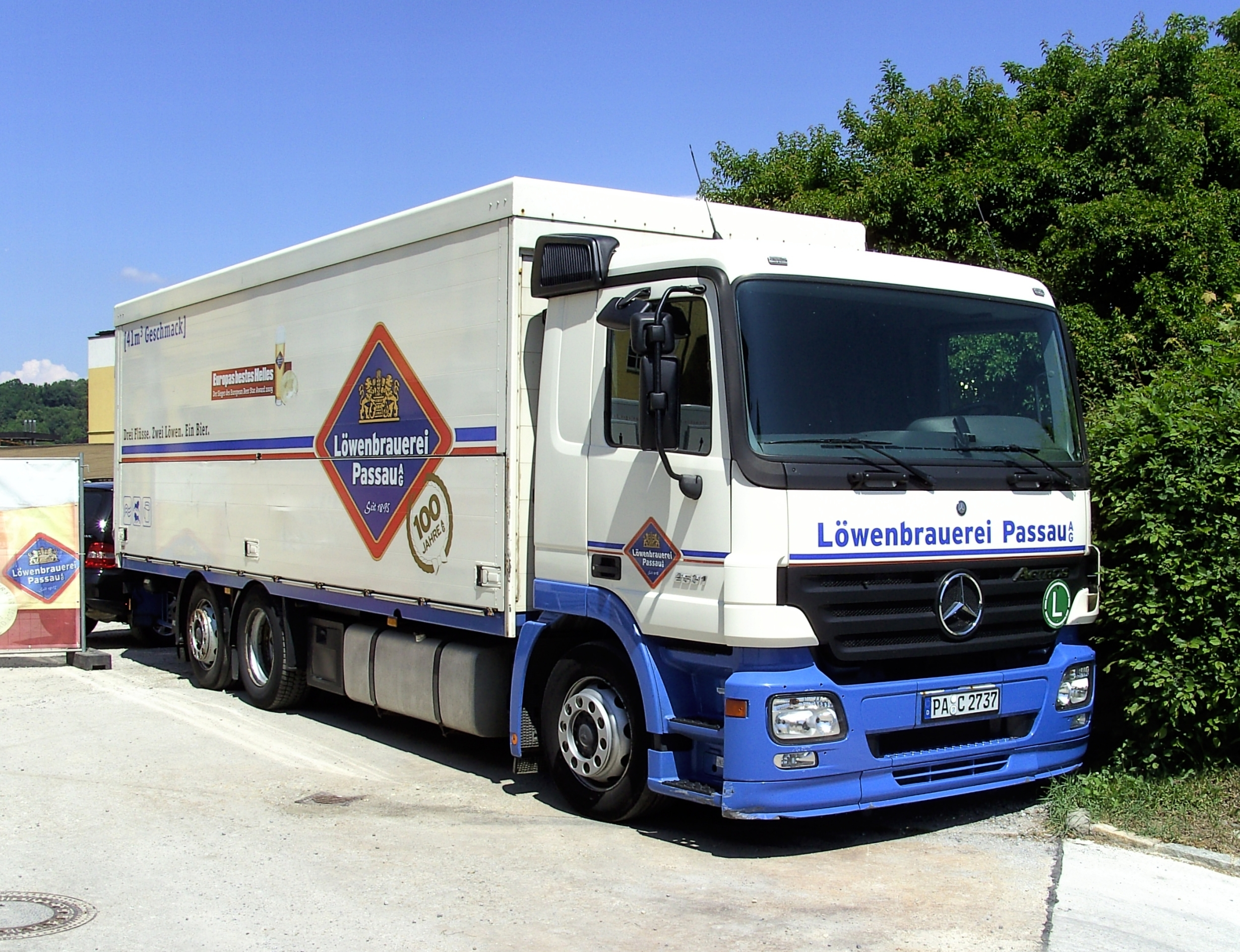
Actros 2551
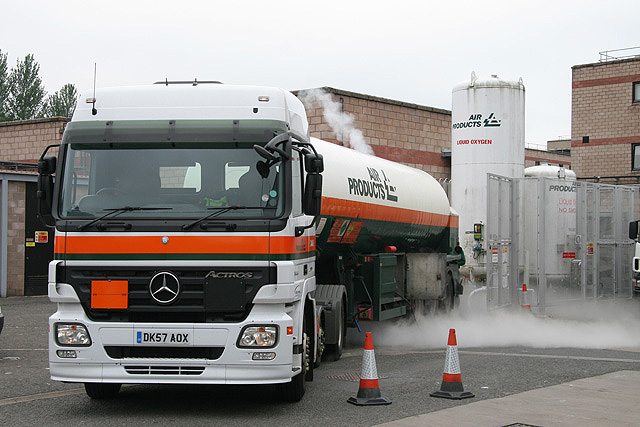
Actros
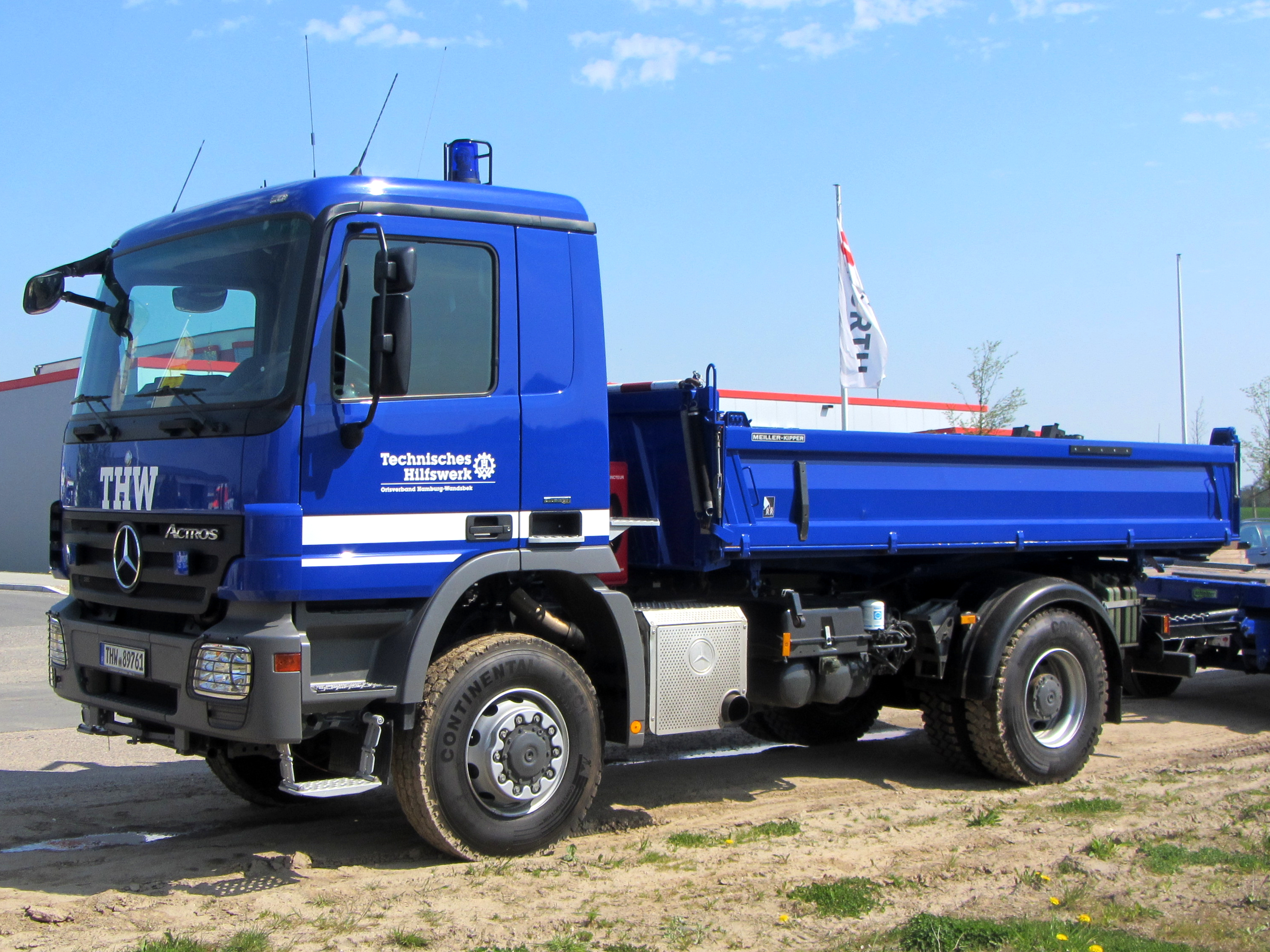
Actros beim THW
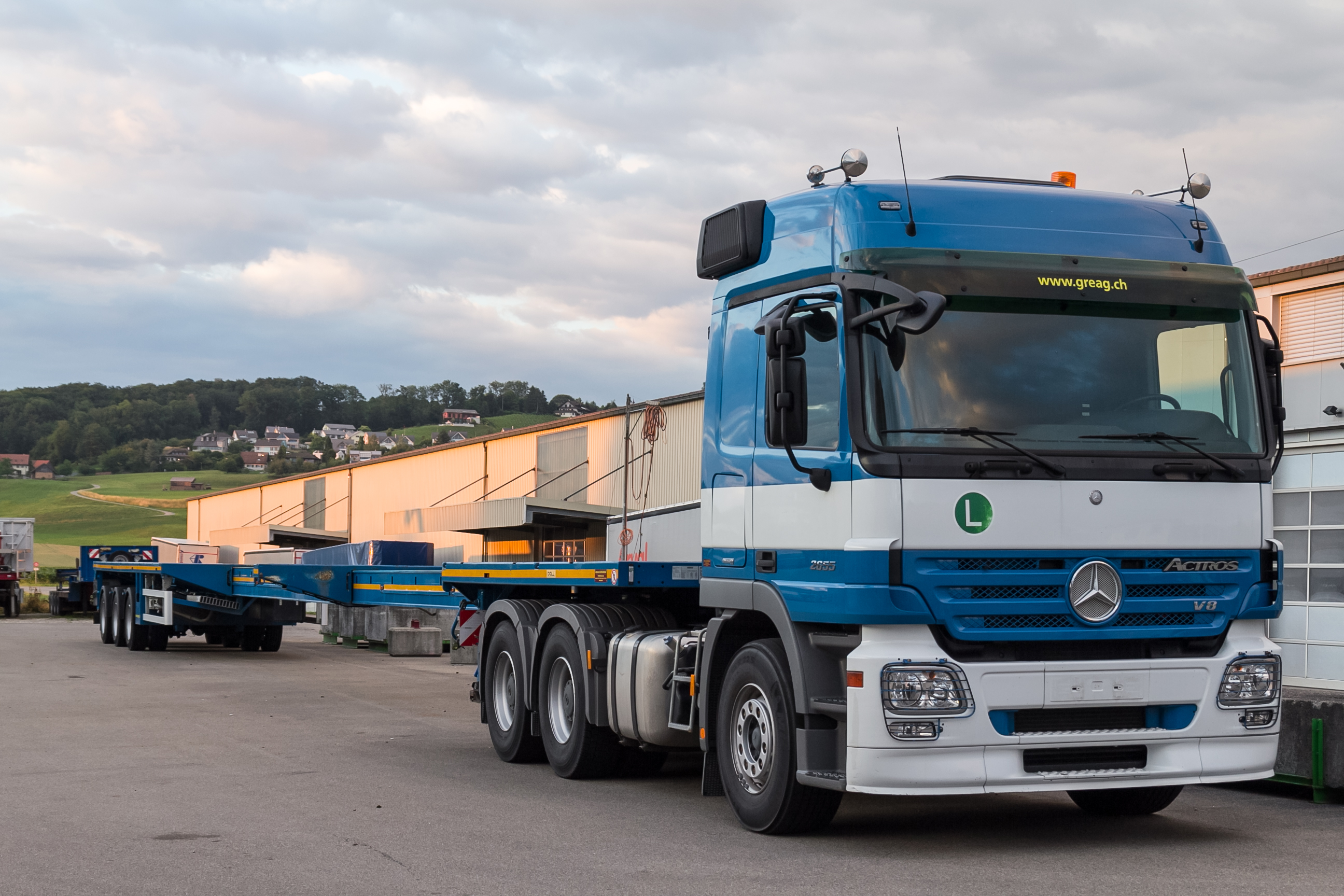
Actros 2655 V8 Schwerlasttransport

### Weitere Entwicklung

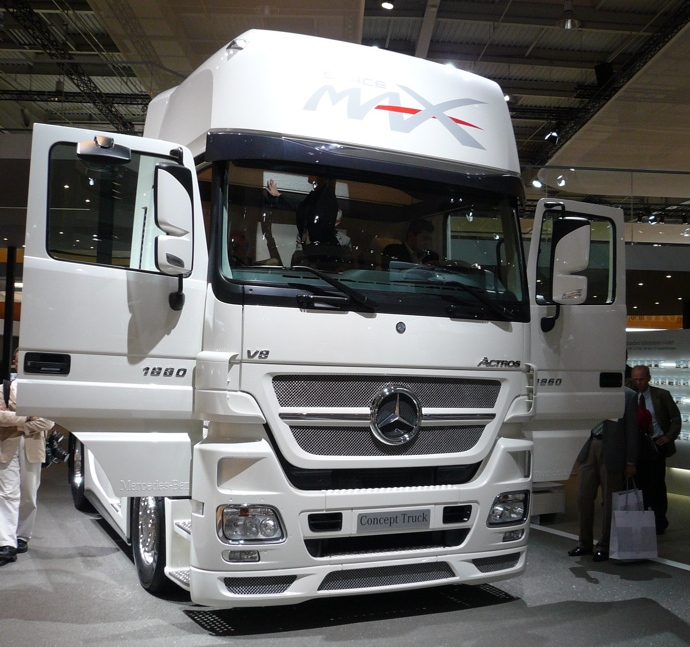
Die Designstudie Actros SpaceMax auf der IAA Nutzfahrzeuge 2006 in Hannover

Eine internationale Jury aus Fachjournalisten hat den Actros zum Truck of the Year 1997, 2004, 2009 und 2012 gewählt. Gebaut wird der Actros in Wörth am Rhein und Aksaray (Türkei). In Afrika wird der Actros von der Manufacturing Commercial Vehicles in Kairo produziert und ist für den Vertrieb innerhalb Afrikas und des Nahen Ostens bestimmt. Ein weiterer Hersteller des Actros ist die chinesische Shaanxi Heavy-duty Automobile Group Co., Ltd., die das Modell ausschließlich für den lokalen Markt produziert. Seit September 2022 wird der Actros auch von Beijing Foton Daimler Automotive für den chinesischen Markt gebaut.
Bis 2007 wurden über 500.000 Mercedes Actros verkauft, der erste BlueTec5-Actros erreichte eine Laufleistung von einer Million Kilometern. Auf der Nutzfahrzeugmesse RAI in Amsterdam wurde die Truck ’n’ Roll Edition vorgestellt. Der Name des dreiachsigen Showtrucks (Antriebsformel 6×4) mit Megaspace-Fahrerhaus spielt auf den Musiktitel Truck ’n’ Roll Rules der Band The BossHoss an, die als Werbepartner auftrat. Der aufwendig gestaltete Truck ging an die niederländische Spedition Erhardt Verkoren.
Auf der IAA 2006 in Hannover hat Mercedes-Benz einen Concept-Truck als Design-Weiterentwicklung der Black Edition vorgestellt. Das Fahrzeug trägt den Namen Actros SpaceMax und besitzt ein geräumigeres Fahrerhaus. Hierbei handelt es sich jedoch ausschließlich um eine Designstudie, deren Markteinführung nicht geplant war, die jedoch Interesse für die bald anstehende Überarbeitung der Baureihe wecken sollte. Transporteure nutzen LKW wie die Black Edition oder die Truck ’n’ Roll Edition oft als „Flottenflaggschiff“ zur Steigerung des Firmenimages bzw. als Werbeträger. Die sich von der Masse abgrenzenden Modelle werden nicht selten von selbstfahrenden Unternehmern („Owner Operator“) gefahren. Vergleichbar hiermit sind die Sondermodelle Powerline von Scania und TGA 5Star von MAN.
Basis beider Studien ist der Actros 1860 LS; sowohl der Truck’n'Roll als auch der SpaceMax werden daher von der leistungsstärksten Version des OM 542 V8 (440 kW / 598 PS) angetrieben, der seine Leistung an das PowerShift-2-Getriebe überträgt.

## Facelift 2008 Actros MP3 (BM 930-934)
Am 31. März 2008 erschien das zweite Facelift der Baureihe, das Mercedes-intern als Actros MP 3 (Modellprojekt 3) bezeichnet wird. Nach dem Produktionsstart im Juli 2008 erfolgte die offizielle Vorstellung des MP 3 für die breite Öffentlichkeit auf der IAA Nutzfahrzeuge vom 25. September bis 2. Oktober 2008. Beibehalten wurden die bisherigen Motorisierungen OM 541 V6 und OM 542 V8, die zwischen 235 und 440 kW (320 bis 598 PS) leisten. Der Actros MP 3 stellte die letzte optische Überarbeitung des bisherigen Actros dar.

### Exterieur
Hierzu zählt etwa der optional per LED beleuchtbare Mercedes-Stern im Kühlergrill, der vom Armaturenbrett aus steuerbar ist. Auch wurden die Außenspiegel den bisherigen Sondermodellen (BlackEdition, SpaceMax und Truck’n'Roll) angeglichen und haben nun geschlossene Halterungen, die wahlweise in schwarz oder Außenfarbe des Fahrzeugs (gegen Aufpreis) lackiert sind. Der Kühlergrill und die Sonnenblenden wurden deutlich geschwungener gestaltet. Des Weiteren wurden die Scheinwerfer (wie bislang auch mit Bi-Xenon erhältlich) leicht überarbeitet.
Im Gegensatz zum Vorgänger MP 2 verfügt der Kühlergrill des MP 3 nur noch über zwei (Fahrerkabinen mit Motortunnel) bzw. drei (Kabinen ohne Motortunnel) Lamellen.

### Innenraum
Zu den Detailveränderungen im Innenraum gehören unter anderem der genormte serienmäßige Druckluftanschluss an der Fahrersitzkonsole, der optional erhältliche Licht- und Regensensor oder die optimierte Lenkung. Auch wurden die Instrumente anders gestaltet und tragen nun Chromringe. Zudem wurden für den Actros MP 3 drei verschiedene Komfortpakete angeboten: Basic, Classic und Top. Optional ist eine Klimaanlage erhältlich.
Weitere kleine Details sind der serienmäßige Rasierspiegel (Fahrerhaus L mit Hochdach sowie Megaspace), der Handtuch-Halter (Fahrerhaus L und Megaspace) sowie der optionale Klapptisch auf der Beifahrerseite (verstaubar im hinteren Staufach oder in L- und Megaspace-Fahrerhäusern im mittleren Staufach über der Frontscheibe). Die Stehhöhe im größten Fahrerhaus, der Variante Megaspace, beträgt 1,92 m.
Komfortseitig verfügt der MP 3 über eine Tipp-Blinkfunktion (einmaliges Antippen des Blinkerhebels löst fünfmaliges Blinken aus). Daneben bietet Mercedes-Benz ein spezifisches Truck-Navigationssystem an. Neben der serienmäßigen Klimaanlage steht eine Klimaautomatik sowie eine Luftzusatzheizung (Standheizung) zur Wahl.

### Sonstige Veränderungen
Neu ist auch die optimierte 12-Stufen-Schaltautomatik Mercedes PowerShift 2-12, die serienmäßig den Verbrauch um einige Prozent senken soll. Dies sollen auch die optional erhältlichen Economy Packs (Basic und Classic) und die verbesserte Druckluftsteuerung bewirken. Die serienmäßige Batterie-Kontrollanzeige ermöglicht eine dauerhafte Überwachung der Batterie-Spannung und Startbarkeit des Fahrzeugs.
Als Alternative zum PowerShift-2-Getriebe stehen vier unterschiedlich übersetzte 16-Gang-Synchrongetriebe zur Wahl, die Teil der Telligent-Strategie sind. Zur Erhöhung der Bodenfreiheit lassen sich die Fahrzeuge neben den bekannten Hinterachsen HL 6 (bei Motorisierungen bis 350 kW (476 PS) sowie bei Low-Liner- und Niedrigrahmen-Fahrzeugen) und HL 8 (für alle V8-Motorisierungen) auch mit der Außenplanetenachse HL 7 ausrüsten.

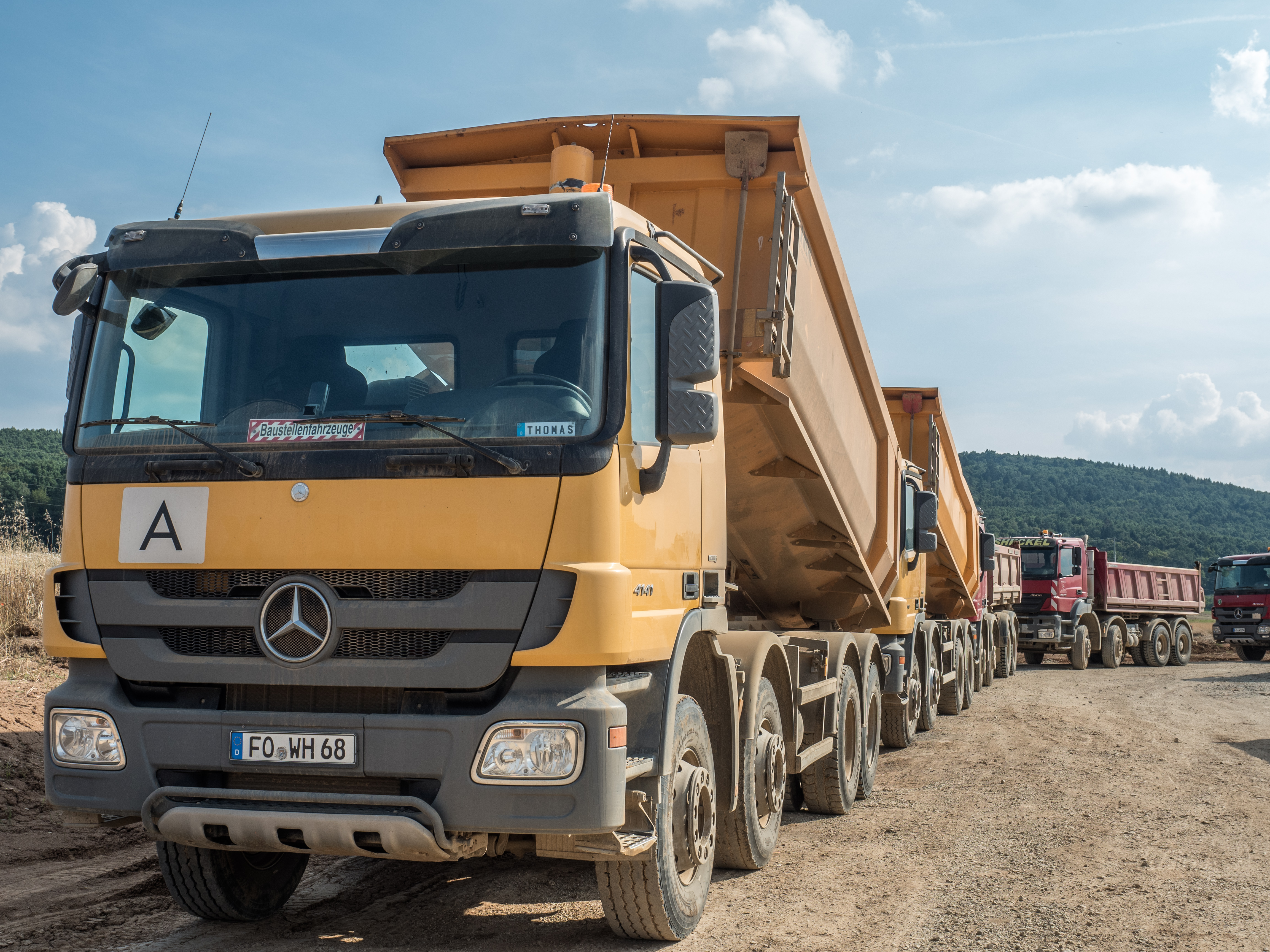
Actros als Kipper
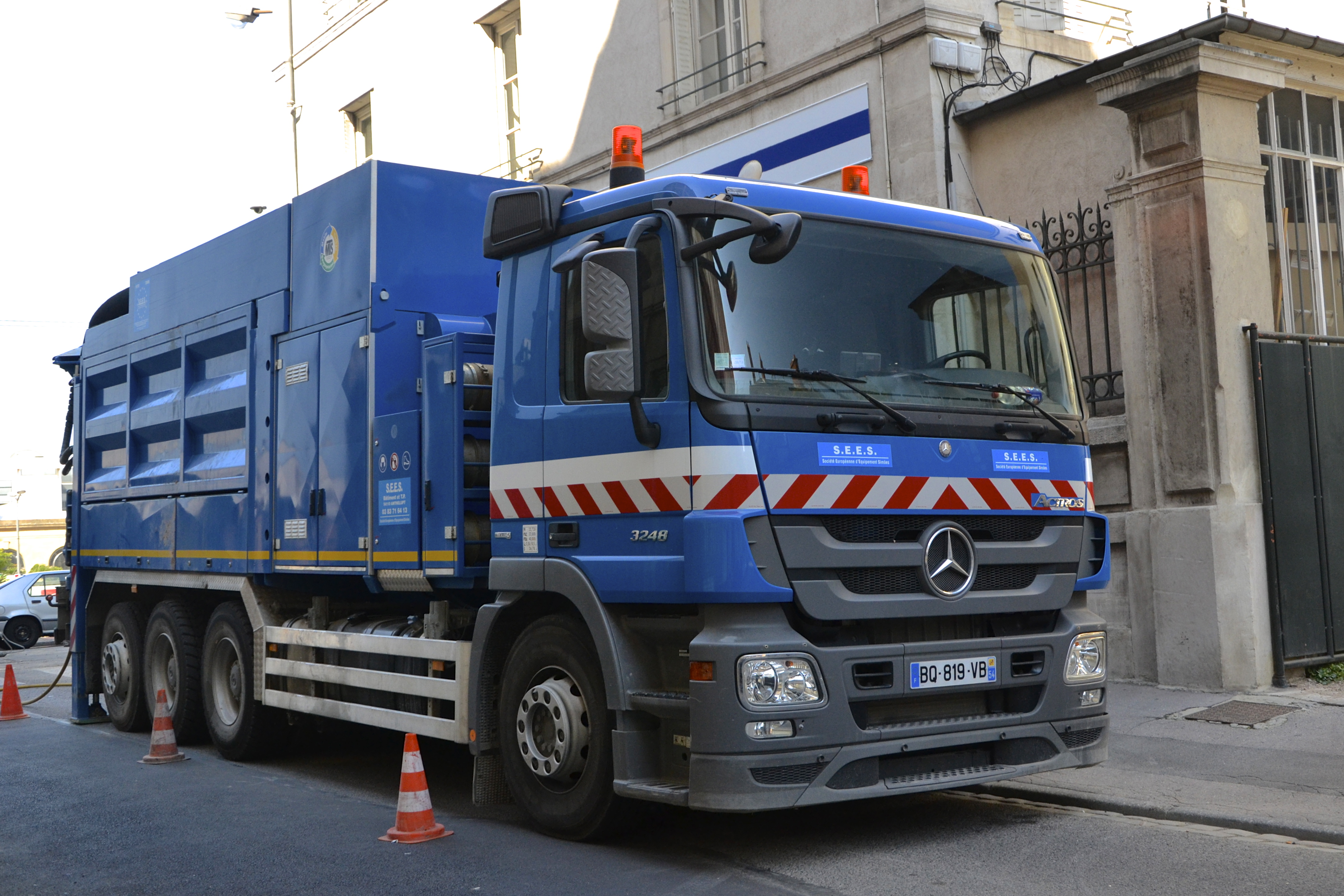
Actros 3248
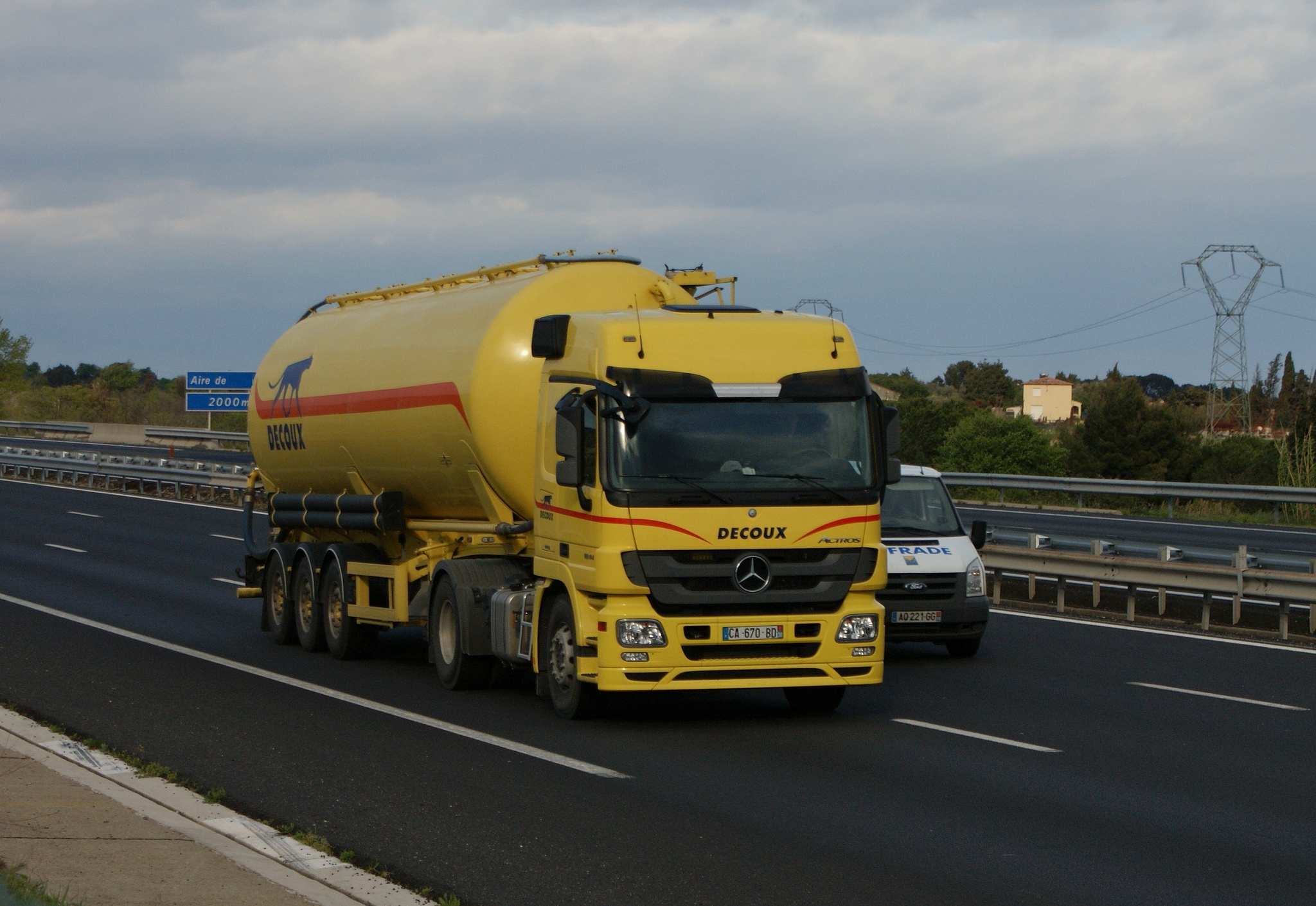
Actros
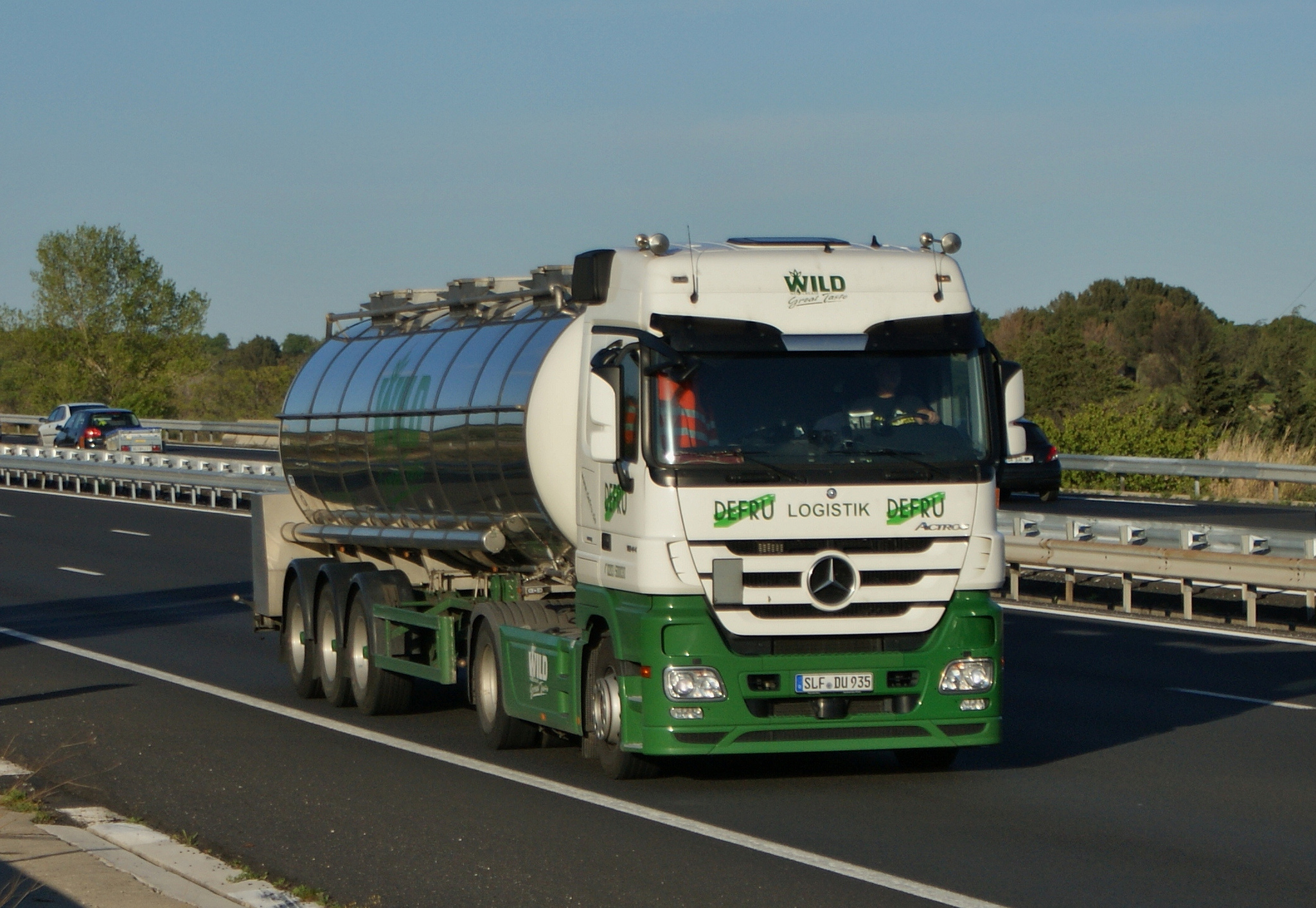
Actros Tanklastzug
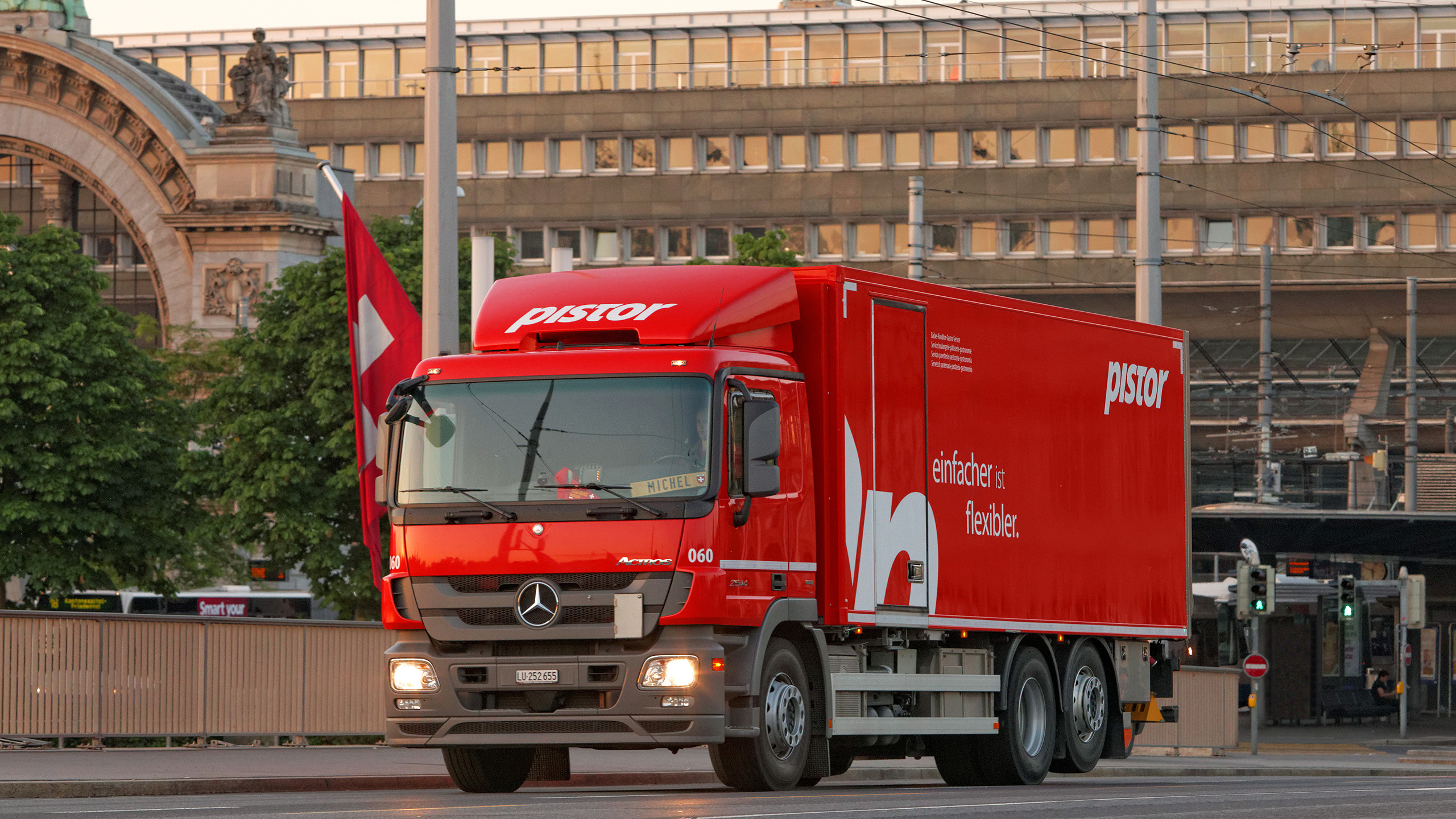
Actros
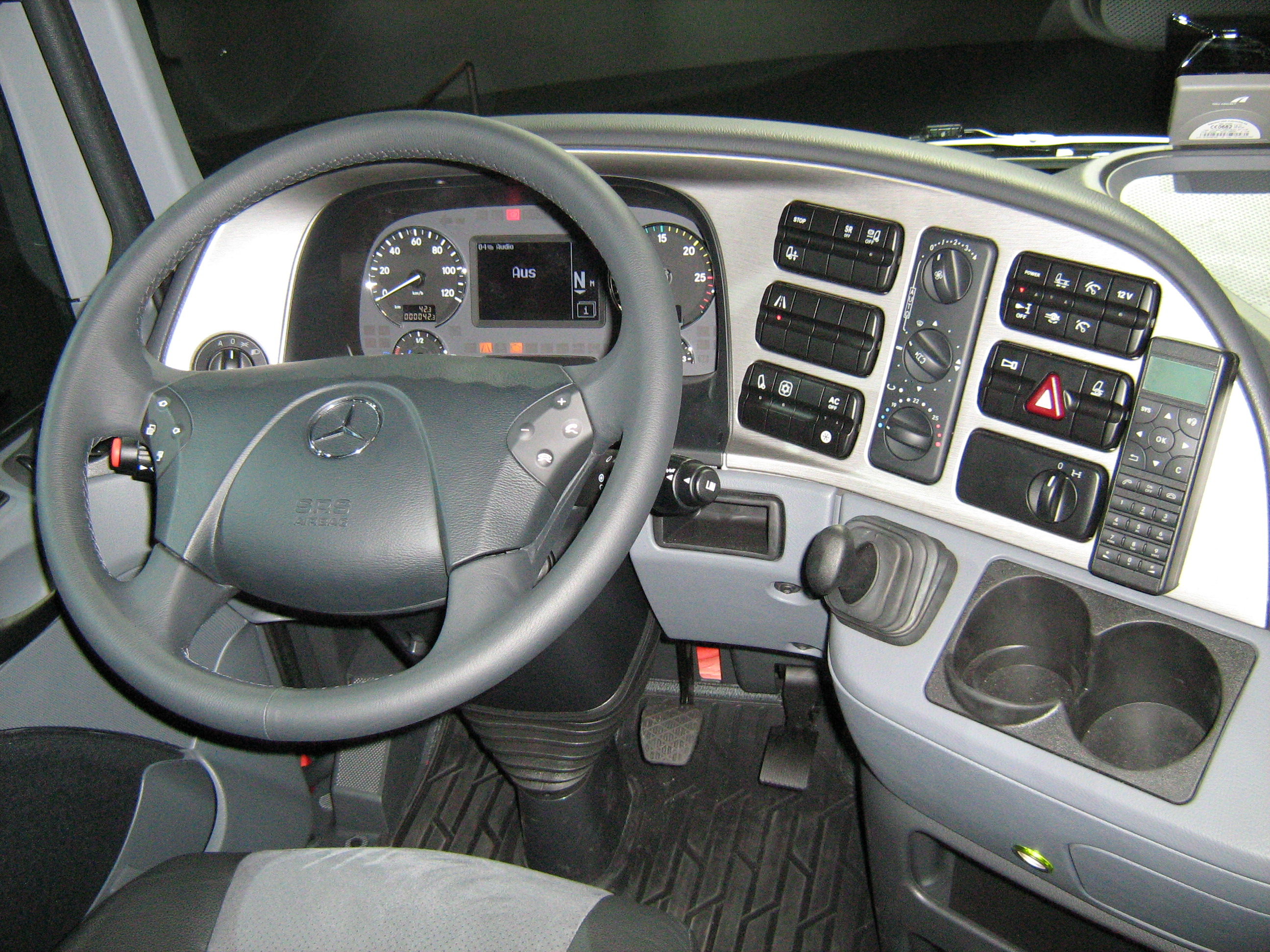
Interieur eines Actros 1860 LS MP 3

### Übergang zur nächsten Modellreihe
Nach der sukzessiven Einführung der neuen Actros-Baureihe bot Mercedes-Benz den bisherigen Actros MP 3 an sich noch bis 2014 weiter an. Für den Export war er bis 2018 weiter im Programm. Daneben werden einzelne Komponenten des MP 3 an den finnischen Hersteller Sisu Auto geliefert. Beim seit März 2011 angebotenen Sisu Polar kommen Motoren, Getriebe und das Fahrerhaus des MP 3 (mit angepasster Frontpartie) zum Einsatz. Die Fahrzeuge sind insbesondere für die Forst- und Bauwirtschaft gedacht.

## New Actros (Neuer Actros)
Zum Modelljahr 2011 wurde unter dem eingeführten Namen eine weitgehende Neuentwicklung auf den Markt gebracht, die bisher (Stand November 2011) auch vom Hersteller selbst nur als Neuer Actros (werksintern SFTP, Strategic Future Truck Program) benannt wird. Im Rahmen der Messe Trailer 2011 im belgischen Kortrijk wurde der neue Actros Ende November 2011 von einer internationalen Fachjury aus 24 europäischen Ländern zum Truck of the Year 2012 gewählt. Zur gleichen Zeit wurde der neue Actros mit dem Europäischen Transportpreis für Nachhaltigkeit 2012 ausgezeichnet.
Am 15. April 2011 gab Daimler in einer Pressemitteilung bekannt, der neue Actros werde ab dem 1. Juli 2011 verkauft. Am 21. Juni 2011 erfolgte auf der Messe in Brüssel die offizielle Präsentation des neuen Actros vor mehr als 500 internationalen Journalisten. Die Premiere in Deutschland erfolgte Anfang Juli 2011 im Rahmen des 26. Truck Grand-Prix am Nürburgring. Um Messebesuchern der 64. IAA Pkw die Technik moderner Lastwagen zu demonstrieren, hatte Mercedes-Benz den neuen Actros auf dem dortigen Freigelände ausgestellt. Besucher konnten sich vom 15. bis zum 25. September 2011 mit der Motorentechnik und anhand eines Schnittmodells (GigaSpace) mit den neuen Fahrerhäusern vertraut machen.
Am 12. November 2011 stellte Mercedes-Benz den neuen Actros bei den Händlern der Öffentlichkeit vor. Bereits seit den genannten öffentlichen Vorstellungen wurden Fahrzeuge der neuen Serie im Rahmen einer 30-tägigen Kundenerprobung an 36 Speditionsunternehmen und andere Lkw-Betreiber als Testfahrzeuge abgegeben und waren so schon vereinzelt im Straßenbild zu sehen. Es handelte sich bei den eingesetzten Fahrzeugen um Vorserienproduktionen, die jedoch bereits weitestgehend über Serienteile verfügten. Im Rahmen der Erprobung verpflichteten sich die beteiligten Unternehmen dazu, innerhalb eines Monats im Minimum 10.000 km mit den Testfahrzeugen zu absolvieren. Einige dieser Test-Lkw waren während der Erprobungsphase noch mit Tarnfolien beklebt. Seit Mitte November 2011 werden erste Fahrzeuge offiziell an Kunden ausgeliefert.
Im Gegensatz zu allen vorherigen Lkw-Baureihen von Mercedes-Benz wurde der neue Actros von Anfang an als reiner Fernverkehrs-Lastwagen konzipiert. Das Fahrzeug ist der erste Teil einer neuen Modellstrategie von Mercedes-Benz Trucks, die bis 2013 um zwei weitere Modelle ergänzt wurde. Diese decken die Einsatzbereiche im schweren Verteiler- (Baureihe Antos bis 2017) und Baustellenverkehr (Baureihe Arocs) ab und lösten zusammen mit dem Actros die bisherige Baureihe Axor ab. Die neue Modellpolitik ermöglicht den Fahrzeugentwicklern, Fahrerhäuser und Komponenten an das jeweilige Einsatzgebiet anzupassen. Seit Juli 2012 ist der Actros in zwei Spezialversionen erhältlich: Volumer mit drei Metern lichter Ausbauhöhe und Loader mit reduziertem Leergewicht (durch Entfall verschiedener Komponenten, etwa der Kühlerjalousie, ca. 350 kg leichter als der Standard-Actros).
Seit der Markteinführung des Actros 1996 ist die 2011er Generation der erste Mercedes-Lkw, der neben neuen Motoren (nun Reihen- anstatt V-Motoren) auch neu entwickelte Fahrerhäuser und einen spezifischen Fernverkehrsrahmen mit breiterer Spur (834 mm statt zuvor 744 mm) erhält. Der neue Rahmen verfügt über ein 50-mm-Lochraster, der Aufbauherstellern die Montage erleichtert, und kann als Zwei- und Dreiachser (Fahrgestelle und Sattelzugmaschine) bestellt werden. Erhältlich sind vier (4×2-Sattelzugmaschine; 3550, 3700, 3850 und 4000 mm) bzw. elf verschiedene Radstände (4×2-Fahrgestelle; 3600 bis 6600 mm in 300-mm-Schritten). Die Aufsattelhöhe der 4×2- und 6×2-Sattelzugmaschinen liegt bei 1135 mm (Standardhöhe), bei niedrigem Rahmen bei 1017 mm und beim Lowliner bei 946 mm (letztere nur als 4×2). Für Fahrgestelle beträgt die Rahmenhöhe 973 mm (4×2 und 6×2 Standardhöhe) bzw. 885 mm (niedriger Rahmen).

### Technik
Die Technik dieses Modells wurde größtenteils neu entwickelt. Dies gilt sowohl für die Motoren als auch für die Auslegung des Rahmens und der Fahrwerkskomponenten. Verschiedene neue Nebenaggregate mit bedarfsabhängiger Steuerung senken den Kraftstoffverbrauch und Verschleiß.
Mit Blick auf eine saubere Führung der Hinterachse ersetzten die Entwickler die bislang verwendete Zweibalg-Luftfederung durch eine Vierbalg-Anlage. Sie erhöht die Tragfähigkeit der Achse und gewährleistet ein schnelleres und präziseres Ansprechen der Federung. Da die vier kleinen Bälge zudem weniger Platz beanspruchen als zwei große Bälge, konnte die Federspur vergrößert werden. Hinzu kommen die geänderten Wirklinien der Dreieckslenker, die sich nun weit hinter dem Differentialgehäuse schneiden und so die Querstabilität erhöhen.
Als Hinterachse kommt die vom Vorgänger übernommene Achse HL 6 (mit verändertem Hypoid-Satz) zum Einsatz, die jedoch für den neuen Actros überarbeitet und mit einer längeren Übersetzung (jetzt 2,611 : 1; zuvor 2,846 : 1) versehen wurde. Das senkt die Motordrehzahl bei Autobahntempo 85 km/h um etwa 100 Umdrehungen pro Minute. Wählbar sind Übersetzungen zwischen 2,533 und 3,077, für die Lowliner von 2,278 bis 2,733 (Serie 2,412). Die Vorderachse entspricht weitgehend der Vorgängerversion. Es sind nun Einblatt- und Zweiblatt-Parabelfederungen lieferbar. Die verwendete ZF-Lenkung wurde direkter übersetzt und besitzt nun eine verbesserte Kinematik. Diese Veränderungen gewährleisten ein exakteres Fahrverhalten und reduzieren die Zahl der notwendigen Korrekturen beim schnellen Spurwechsel.
Wie bisher stammt der Retarder von der Firma Voith, arbeitet nun allerdings nicht mehr mit Hilfe einer Ölfüllung, deren Abwärme über einen Wärmetauscher an die Fahrzeugkühlung abgegeben wurde. Der neue Sekundär-Wasser-Retarder nutzt das Kühlwasser des Motors als Schmierstoff und für das Bremsmoment. Im Vergleich zum Vorgänger ist der neue Retarder etwa 35 kg leichter (65 kg zu rund 100 kg) und leistungsstärker. Er bietet eine maximale Verzögerungsleistung von 750 kW bzw. 3500 Nm Bremsmoment.
Neben dem neuen Voith-Retarder verfügt der 2011er Actros über eine verstärkte Dekompressionsbremse (Motorbremse), die in drei Stufen arbeitet und eine maximale Bremsleistung von 400 kW (544 PS) innerhalb von 150 Millisekunden zur Verfügung stellt. Die Betriebsbremse des neuen Actros baut auf der 1996 erstmals eingeführten und kontinuierlich weiterentwickelten Vierscheiben-Bremsanlage mit Hochdrucksystem und elektronischer Regelung des Vorgängers auf.

### Sicherheits- und Komfortausstattung

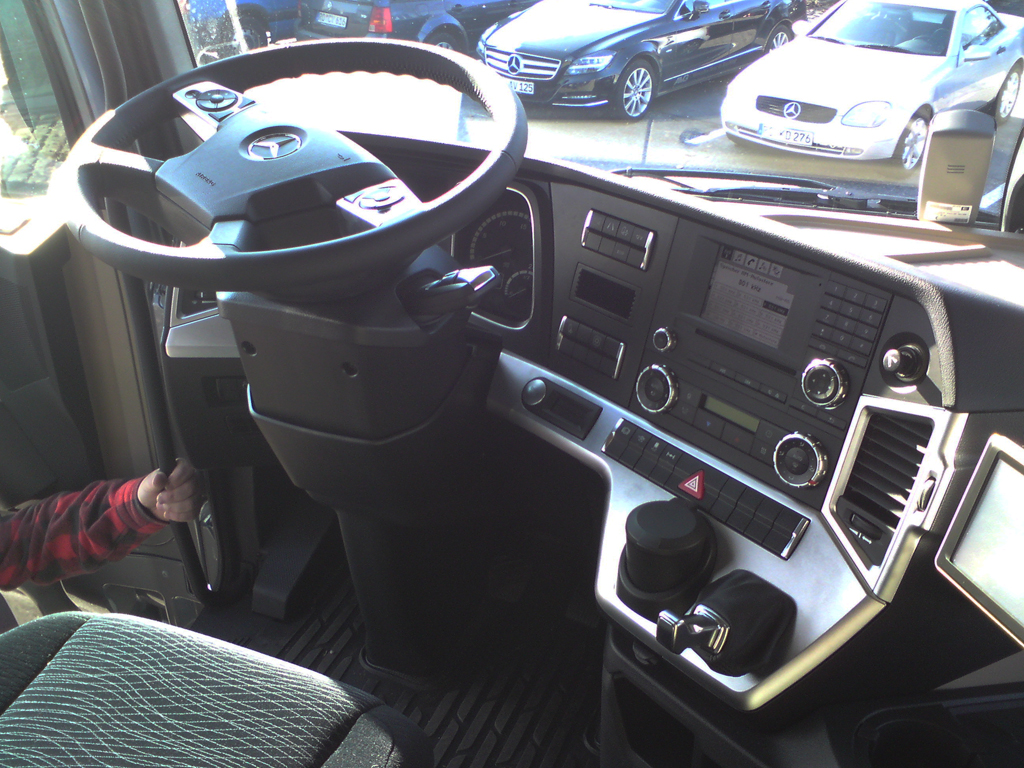
Interieur des neuen Actros in der BigSpace-Fahrerkabine

Erstmals gibt es für den Actros einen multifunktionalen Fahrzeugschlüssel (Sonderausstattung), der dem Fahrer den Abfahrtscheck (Scheinwerferprüfung, Anzeige von Reifendruck, Füllstände und Achslasten) aus der Entfernung ermöglicht. Der Schlüssel verfügt über ein 4,6 cm großes TFT-Farbdisplay. Die Stromversorgung erfolgt über einen Lithium-Ionen-Akku, der während der Fahrt über das Zündschloss aufgeladen wird. Zum Starten führt der Fahrer den Schlüssel in das elektronische Zündschloss ein und betätigt einen Start-Stopp-Knopf (vergleichbar mit dem Keyless-Go-System der Mercedes-Benz Cars). Der Multifunktionsschlüssel besitzt eine Reichweite von bis zu 100 Metern und übersteht einen Sturz aus maximal drei Metern Fallhöhe.
Der neue Schlüssel umfasst dabei folgende Funktionen:
- Niveauregulierung, Radio, Zusatzheizung ein/aus, Standklima ein/aus, Lampen-Check, Arbeitsscheinwerfer, Ver-/Entriegeln Türen, Seitenfenster, Dachluke, Ladebordwandentriegelung, Steuerung Innenbeleuchtung (Nacht- und Innenlicht), Ambientebeleuchtung (optional), Statusanzeige Türen/Klappen (i. V. m. Alarmanlage)
- Anzeigbare bzw. einstellbare Funktionen: Anzeige Außen-/Innentemperatur, Gesamtkilometer, Tageskilometer, Betriebsstunden, Achslasten, Füllstände Kraftstoff, AdBlue, Anzeige Funkverbindung, Reifendruckkontrolle, Vorratsdruck Kreis 1 + 2, Batteriestatus, Türen- und Klappenkontrolle bei Alarmanlage, Fahrzeugbatterie, Schlüsselbatterie, Status Soft-/Hardware, Sprachen, Einstellung Display-Helligkeit, Einheiten (z. B. Grad Fahrenheit (F)), Timings (z. B. Stand-by-Modus)
- Mechanischer Schlüsselbart als entnehmbarer Notschlüssel integriert und gegen Verlieren oder Vergessen durch Sensierung und Anzeige geschützt

Daneben steht serienmäßig ein normaler Fernbedienungschlüssel zur Steuerung der Komfortschließanlage zur Verfügung. Er arbeitet wie der Multifunktionsschlüssel richtungsunabhängig, besitzt jedoch nur eine Reichweite von 30 Metern. Optional ist für beide Varianten eine Alarmanlage lieferbar.
Beim neuen Actros ist ein Elektronisches Stabilitätsprogramm (ESP) Teil der Serienausstattung (bisher gegen Aufpreis erhältlich). Ebenso wird serienmäßig bei einer Notbremsung automatisch die Warnblinkanlage aktiviert. Wie bisher bietet Daimler Truck auch im neuen Modell eine Vielzahl verschiedener Sicherheitssysteme. Inzwischen sind elf aufpreispflichtige Systeme erhältlich. Neu ist etwa der Abstandshalte-Assistent mit Stop-&-Go-Funktion, die das Fahrzeug bei weniger als 2 Sekunden Stillstand selbsttätig wieder anfahren lässt. Zudem ist der Assistent nun nicht mehr mit dem Retarder gekoppelt. Daneben sind im Neuen Actros folgende Sicherheitssysteme als Sonderausstattung erhältlich:

#### Aktive Sicherheit
- Reifendruckkontrolle (auch für Trailer)
- Active Brake Assist (Notbremsassistent)
- Spurhalteassistent
- Wankregelassistent

#### Assistenz
- Sensierte Sattelkupplung mit Statusanzeige im Zentraldisplay
- Abstandshalteassistent mit Stop- -Go-Funktion für Staus (in den Mercedes-Benz PKW auch als Distronic bekannt)
- Regen- und Lichtsensor
- Rangierfunktion Spiegel (Spiegel fährt auf Knopfdruck um 10° nach außen)
- Abbiegelicht

#### Bremsen
- Neue Motorbremse mit max. 300/350/400/475 kW Bremsleistung (bei OM 936/OM 470/OM 471/OM 473)
- Neuer Wasserretarder mit max. 3500 Nm Bremsmoment (Sekundärretarder)

### PowerShift 3
Beim Kauf besteht die Wahl zwischen zwei verschiedenen Fahrprogrammen. Das Programm Economy umfasst die Fahrmodi Manuell, Standard und Economy. Der Economy-Modus verzichtet auf die Funktion des Kickdown und nutzt im dauerhaft aktivierten EcoRoll-Modus die Schubabschaltung. Daneben steht der Modus Power zur Wahl, der neben den Modi Manuell und Standard den Power-Modus umfasst. Die Schaltstrategie dieses Fahrprogramms ist drehzahlintensiver und bietet die Möglichkeit des Kickdown, um kurzfristige Leistung abzurufen. EcoRoll-Modus ist hier deaktiviert. Im Vergleich zum Standard-Modus erfolgen Schaltvorgänge etwa 100 Umdrehungen später. Wird für eine Minute keine erhöhte Leistung abgerufen, wechselt das PowerShift-3-Getriebe (G211-12 und G281-12) selbsttätig zurück zum Standard-Modus, der neben EcoRoll auch einen Kickdown bietet. Im manuellen Modus schließlich kann der Fahrer selbst die Schaltvorgänge initiieren; etwa auf unbefestigtem oder glattem Untergrund. Durch Ziehen des Lenkstockhebels zum Lenkrad schaltet das Getriebe herauf, durch Wegdrücken herunter. Ein Umschalten zwischen den Modi erfolgt durch kurzes Drücken an der Stirnseite des Lenkstockhebels (Economy/Power und Standard) bzw. längeres Drücken (Manuell).

### Motorisierungen

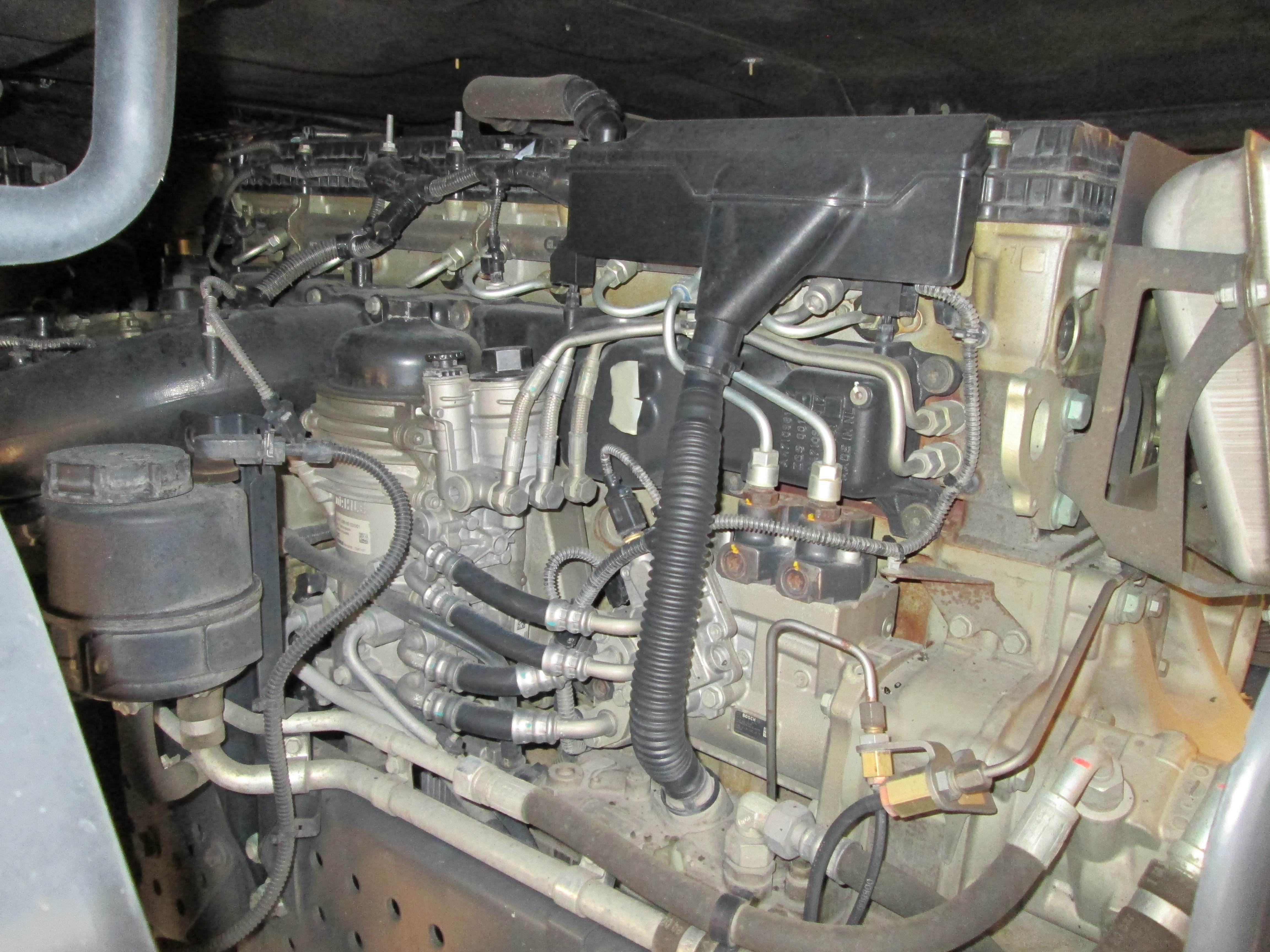
Reihensechszylinder OM 471 in einem Mercedes-Benz Actros 1845

Mercedes-Benz bietet den Actros mit Reihen-Sechszylinder-Common-Rail-Motoren mit 7,7 (OM 936 LA), 10,7 (OM 470 LA), 12,8 (OM 471 LA) und 15,6 Litern Hubraum (OM 473 LA) in insgesamt 18 Leistungsstufen an. Alle Varianten der neuen Motorenfamilien sind auf eine um 20 % höhere Laufleistung – nun 750.000 (OM 936) bzw. 1,2 Millionen Kilometer (OM 470/471) – ausgelegt als die Vorgängerbaureihe.
Die Varianten des OM 471 mit 310 kW, 330 kW und 375 kW sind in Euro-5- und Euro-6-Ausführung erhältlich, während die 350 kW-Version nur als Euro 6 verfügbar ist. Mit Ausnahme des 375-kW-Sechszylinders stattet Mercedes-Benz den OM 471 mit der Top-Torque-Elektronik aus, sodass im größten Gang zusätzlich 200 Nm Drehmoment abgerufen werden können. Die Zylinder werden stets von einem Common-Rail-System mit X-Pulse-Technik versorgt. Sie gewährleistet die variable Verstärkung des Einspritzvordrucks von 900 bar auf bis zu 2100 bar, wobei die Motorelektronik je nach Motorauslastung entscheidet, ob die Verstärkung früher, später oder gar nicht erfolgt. Zugunsten einer hohen Durchzugskraft sind die Mitglieder der Mercedes-Benz-OM-47x-Motorenfamilie betont langhubig ausgelegt. Bei den kleineren Motoren OM 936 beträgt der Rail-Einspritzdruck maximal 2400 bar, X-Pulse kommt nicht zum Einsatz.
Der neue Motor OM 473 verfügt als Besonderheit über die sogenannte Turbo-Compound-Technik. Bereits seit Dezember 2007 läuft diese Baureihe bei Detroit Diesel in spezifischer Auslegung für den US-amerikanischen Markt unter der Bezeichnung DD16 (15,6 L) vom Band. Zusätzlich ist hier eine 14,8-Liter-Version (DD15) erhältlich, die für den deutschen Markt nicht vorgesehen ist. Im März 2010 begann die japanische Daimler-Truck-Tochter Mitsubishi Fuso Truck and Bus Corporation (MFTB) mit der Fertigung des 6R10 (OM 471).
Den Leistungsbereich zwischen 240 kW (326 PS) und 315 kW (428 PS) deckt seit Juli 2012 ein 10,7 Liter großer Reihensechszylinder (OM 470) ab. Als kleinstes Triebwerk fungiert ein neuer 7,7-Liter-Sechszylinder-Reihenmotor (OM 936), der zwischen 175 kW (238 PS) und 260 kW (354 PS) leistet und lediglich für die beiden kleinsten Fahrerhäuser (ClassicSpace und StreamSpace) lieferbar ist. Alle Motoren für den Actros werden im Mercedes-Benz-Werk Mannheim gebaut und sind in Euro-6-Homologation verfügbar. Der OM 471 ist zusätzlich auch als Euro-5- und EEV-Ausführung erhältlich. Einzelne Bauteile kommen dabei im Rahmen eines Produktionsverbundes aus Partnerwerken in Redford (USA) und Kapstadt (Südafrika).
Auf einer 10.000 km langen Verbrauchsfahrt im Pendelverkehr (Record Run) zwischen Rotterdam und Stettin konnte der Actros 1845 LS mit StreamSpace-Fahrerkabine (2500 mm Breite) bereits beweisen, dass er durchschnittlich 7,6 % (Euro-5-Version) bzw. 4,5 % (Euro 6) weniger Dieselkraftstoff verbraucht als sein direkter Vorgänger, der Actros 1844 LS MP 3 (L-Fahrerhaus) mit dem V6-Zylinder OM 501 LA III.
| Reihensechszylinder-Dieselmotor Mercedes-Benz | Reihensechszylinder-Dieselmotor Mercedes-Benz | Reihensechszylinder-Dieselmotor Mercedes-Benz | Reihensechszylinder-Dieselmotor Mercedes-Benz | Reihensechszylinder-Dieselmotor Mercedes-Benz | Reihensechszylinder-Dieselmotor Mercedes-Benz | Reihensechszylinder-Dieselmotor Mercedes-Benz | Reihensechszylinder-Dieselmotor Mercedes-Benz |
| Modell                                        | Hubraum cm3                                   | Bohrung × Hub mm                              | Leistung kW (PS) bei min−1                    | Drehmoment Nm bei min−1                       | Leistungsplus Top Torque                      | Lieferbare Abgas- Standards                   | Kraftstoffaufbereitung Besonderheit           |
| OM 936 LA                                     | OM 936 LA                                     | OM 936 LA                                     | OM 936 LA                                     | OM 936 LA                                     | OM 936 LA                                     | OM 936 LA                                     | OM 936 LA                                     |
| --------------------------------------------- | --------------------------------------------- | --------------------------------------------- | --------------------------------------------- | --------------------------------------------- | --------------------------------------------- | --------------------------------------------- | --------------------------------------------- |
| xx24                                          | 7698                                          | ø 110 × 135                                   | 175 (238) 2200                                | 1000 1200–1600                                | nicht verfügbar                               | Euro 6                                        | Common Rail                                   |
| xx27                                          | 7698                                          | ø 110 × 135                                   | 200 (272) 2200                                | 1100 1200–1600                                | nicht verfügbar                               | Euro 6                                        | Common Rail                                   |
| xx30                                          | 7698                                          | ø 110 × 135                                   | 220 (299) 2200                                | 1200 1200–1600                                | nicht verfügbar                               | Euro 6                                        | Common Rail                                   |
| xx32                                          | 7698                                          | ø 110 × 135                                   | 235 (320) 2200                                | 1300 1200–1600                                | nicht verfügbar                               | Euro 6                                        | Common Rail                                   |
| xx35                                          | 7698                                          | ø 110 × 135                                   | 260 (354) 2200                                | 1400 1200–1600                                | nicht verfügbar                               | Euro 6                                        | Common Rail                                   |
| OM 470 LA                                     |                                               |                                               |                                               |                                               |                                               |                                               |                                               |
| xx33                                          | 10.677                                        | ø 125 × 145                                   | 240 (326) 1600                                | 1700 1100                                     | nicht verfügbar                               | Euro 5 Euro 6                                 | Common Rail                                   |
| xx36                                          | 10.677                                        | ø 125 × 145                                   | 265 (360) 1600                                | 1800 1100                                     | nicht verfügbar                               | Euro 5 Euro 6                                 | Common Rail                                   |
| xx40                                          | 10.677                                        | ø 125 × 145                                   | 290 (394) 1600                                | 1900 1100                                     | nicht verfügbar                               | Euro 5 Euro 6                                 | Common Rail                                   |
| xx43                                          | 10.677                                        | ø 125 × 145                                   | 315 (428) 1600                                | 2100 1100                                     | nicht verfügbar                               | Euro 6                                        | Common Rail                                   |
| xx46                                          | 10.677                                        | ø 125 × 145                                   | 335 (456) 1600                                | 2200 1100                                     | nicht verfügbar                               | Euro 6                                        | Common Rail                                   |
| OM 471 LA                                     |                                               |                                               |                                               |                                               |                                               |                                               |                                               |
| xx42                                          | 12.809                                        | ø 132 × 156                                   | 310 (421) 1600                                | 2100 1100                                     | 200 Nm oder 23 kW (31 PS) bei 1100 min−1      | Euro 5 EEV Euro 6                             | Common Rail                                   |
| xx45                                          | 12.809                                        | ø 132 × 156                                   | 330 (449) 1600                                | 2200 1100                                     | 200 Nm oder 23 kW (31 PS) bei 1100 min−1      | Euro 5 EEV Euro 6                             | Common Rail                                   |
| xx48                                          | 12.809                                        | ø 132 × 156                                   | 350 (476) 1600                                | 2300 1100                                     | 200 Nm oder 23 kW (31 PS) bei 1100 min−1      | Euro 6                                        | Common Rail                                   |
| xx51                                          | 12.809                                        | ø 132 × 156                                   | 375 (510) 1600                                | 2500 1100                                     | nicht verfügbar                               | Euro 5 EEV Euro 6                             | Common Rail                                   |
| xx53                                          | 12.809                                        | ø 132 × 156                                   | 390 (530) 1600                                | 2600 1100                                     | nicht verfügbar                               | Euro 6                                        | Common Rail                                   |
| OM 473 LA                                     |                                               |                                               |                                               |                                               |                                               |                                               |                                               |
| xx52                                          | 15.569                                        | ø 139 × 171                                   | 380 (517) 1600                                | 2600 1100                                     | nicht verfügbar                               | Euro 5 Euro 6                                 | Common Rail                                   |
| xx58                                          | 15.569                                        | ø 139 × 171                                   | 425 (580) 1600                                | 2800 1100                                     | nicht verfügbar                               | Euro 5 Euro 6                                 | Common Rail                                   |
| xx63                                          | 15.569                                        | ø 139 × 171                                   | 460 (625) 1600                                | 3000 1100                                     | nicht verfügbar                               | Euro 5 Euro 6                                 | Common Rail                                   |

Stellvertretend für sämtliche Modellbezeichnungen steht die 18-Tonnen-Variante, die etwa bei Sattelzügen zum Einsatz kommt.

### Fahrerhäuser
Erstmals sind für den Actros elf verschiedene Fahrerhaus-Varianten mit einer Außenbreite von 2,30 Meter oder 2,50 Meter erhältlich. Die größte Variante, die unter dem Namen GigaSpace angeboten wird, verfügt bei 2,13 Metern Innenraumhöhe (mit ebenem Boden) über ein Volumen von 11,6 m³ und etwa 1000 Liter Stauraum.
Bei der Gestaltung der neuen Kabinen fällt die sehr große Kühlerblende auf, die durch die erhöhten Kühlluft-Anforderungen der Euro-6-Motoren notwendig ist. So beträgt die Kühlfläche nun knapp einen Quadratmeter. Allerdings hat der neue Actros zwei bedarfsgerecht gesteuerte Kühljalousien. Je nach Luftbedarf öffnet die Elektronik des Fahrzeugs eine der beiden Jalousien (oben oder unten), beide zusammen oder belässt sie im geschlossenen Zustand. Hierdurch wird die Aerodynamik des Lkw begünstigt, da der Wind im Falle geschlossener Jalousien glattflächig um die Front herum geleitet wird. Bedingt durch die große Kühlfläche wurde die Fahrerhauslagerung nach außen versetzt und somit die Federspur vergrößert, was zusammen mit einer geänderten Abstimmung der Lagerung die Wankbewegungen verringert und ein Aufschaukeln verhindert. Die Lagerung selbst kann in zwei verschiedenen Höhen angebracht werden (600 mm bei Fahrerhäusern mit Motortunnel und 765 mm bei solchen mit ebenem Boden).
Dem Käufer stehen drei unterschiedliche Federungsvarianten für die Fahrerhäuser zur Auswahl. Standardmäßig sind die Fahrerhäuser mit Motortunnel mit Standard-Stahllagerungen ausgestattet, während Kabinen mit ebenem Boden eine Komfort-Stahllagerung besitzen. Gegen Aufpreis ist eine Luftfederung mit vier Federbälgen möglich.
Das Radio ist nun in direkter Reichweite des Fahrers am Armaturenbrett angebracht. Optional ist ein spezielles Truck-Navigationssystem erhältlich. Am bisherigen Montageort über der Windschutzscheibe finden sich auch weiterhin ein optionales CB-Funkgerät und der Tachograph (Fahrtenschreiber/EG-Kontrollgerät). Ebenfalls über der Frontscheibe finden sich je nach Fahrerhausvariante verschiedene Staufächer. Um den Fahrerplatz herum bietet der Innenraum unterschiedlich große Aufbewahrungsmöglichkeiten für Jacken, 1,5-l-Getränkeflaschen, Papiere und Kleinteile.
Die im Motorraum angebrachte und vom Fahrerhaus entkoppelte Standheizung ist in zwei Varianten lieferbar. Zum Beheizen der Fahrerkabine alleine steht eine 3,8-kW-Version zur Verfügung, die größere 9-kW-Heizung erwärmt zusätzlich das Kühlwasser des Motors und verbessert so Startbarkeit und Betrieb in kalter Umgebung.
Die Fahrerhäuser des Actros 2011 im Überblick
| Bezeichnung  | Außenbreite | Höhe Motortunnel | Stehhöhe auf Motortunnel | Stehhöhe vor den Sitzen | Einsatz                     |
| ------------ | ----------- | ---------------- | ------------------------ | ----------------------- | --------------------------- |
| CompactSpace | 2300 mm     | 170 mm           | 1250 mm                  | 1397 mm                 | Autotransport               |
| CompactSpace | 2300 mm     | 320 mm           | 1065 mm                  | 1397 mm                 | Autotransport               |
| ClassicSpace | 2300 mm     | 170 mm           | 1460 mm                  | 1590 mm                 | Regionaler Fernverkehr      |
| ClassicSpace | 2300 mm     | 320 mm           | 1310 mm                  | 1600 mm                 | Regionaler Fernverkehr      |
| ClassicSpace | 2300 mm     | Ebener Boden     | Kein Motortunnel         | 1590 mm                 | Regionaler Fernverkehr      |
| StreamSpace  | 2300 mm     | 170 mm           | 1785 mm                  | 1840 mm                 | Nationaler Fernverkehr      |
| StreamSpace  | 2300 mm     | 320 mm           | 1635 mm                  | 1840 mm                 | Nationaler Fernverkehr      |
| StreamSpace  | 2300 mm     | Ebener Boden     | Kein Motortunnel         | 1840 mm                 | Nationaler Fernverkehr      |
| StreamSpace  | 2500 mm     | Ebener Boden     | Kein Motortunnel         | 1830 mm                 | Nationaler Fernverkehr      |
| BigSpace     | 2500 mm     | Ebener Boden     | Kein Motortunnel         | 1910 mm                 | Internationaler Fernverkehr |
| GigaSpace    | 2500 mm     | Ebener Boden     | Kein Motortunnel         | 2050 mm                 | Internationaler Fernverkehr |

Arbeits- und Wohnbereich im Neuen Actros sind optisch getrennt. Für den Fahrersitz stehen vier verschiedene Sitzausführungen zur Auswahl (Starrsitz, Schwingsitz, Komfort- und Klima-Schwingsitz), für den Beifahrersitz drei (Funktionssitz, Komfort- und Klima-Schwingsitz). Ab 2012 wird ein Schwingsitz mit Massagefunktion (zehnminütige Pulsation durch sieben Luftkissen in der Rückenlehne) angeboten. Als Sitzbezug kann neben dem serienmäßigen Flachgewebe aus vier Ausführungen gewählt werden: Kunstleder, Leder, Velours und dem Alcantara ähnlichen Bezug Dinamica Star.

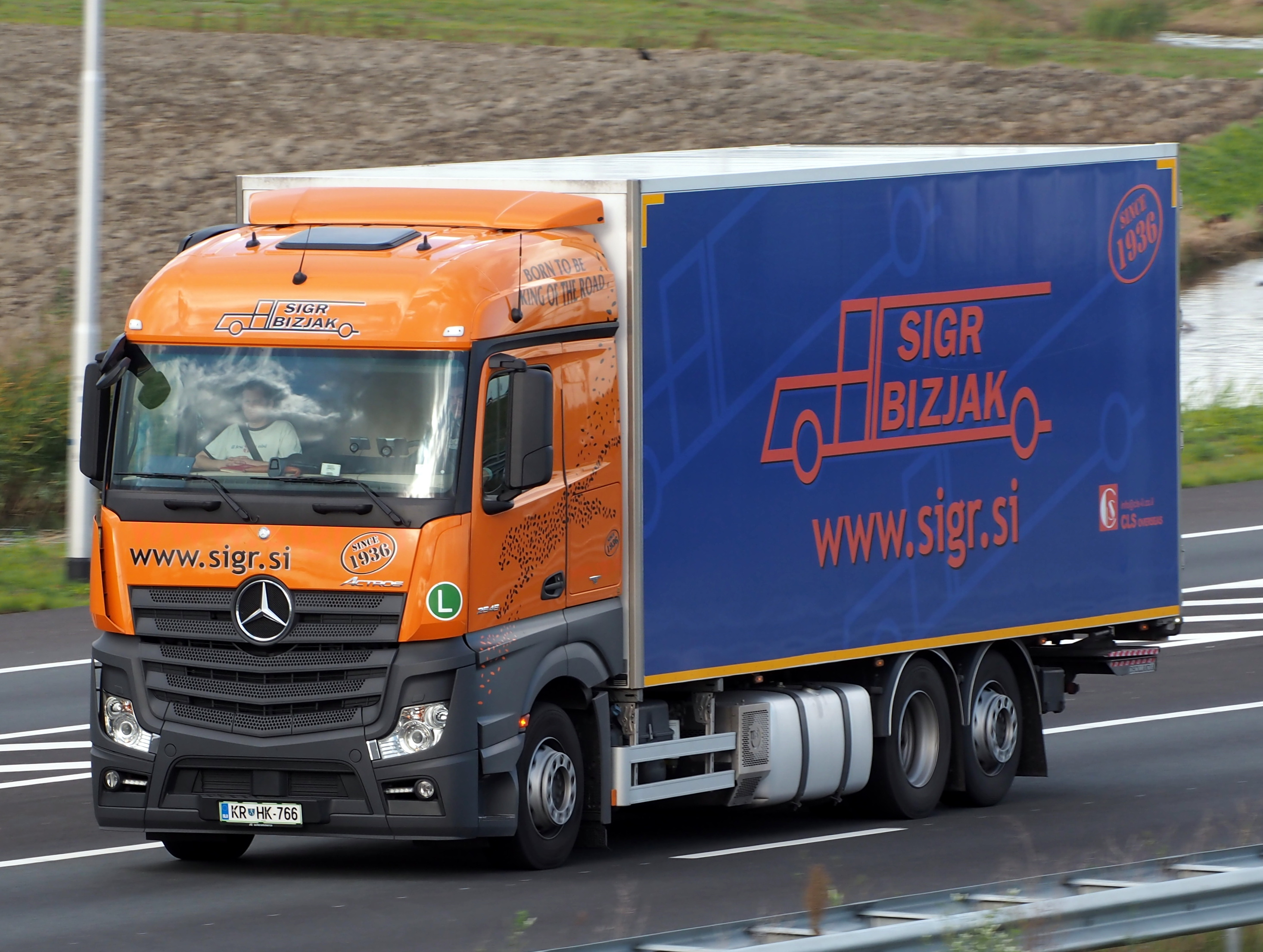
Actros
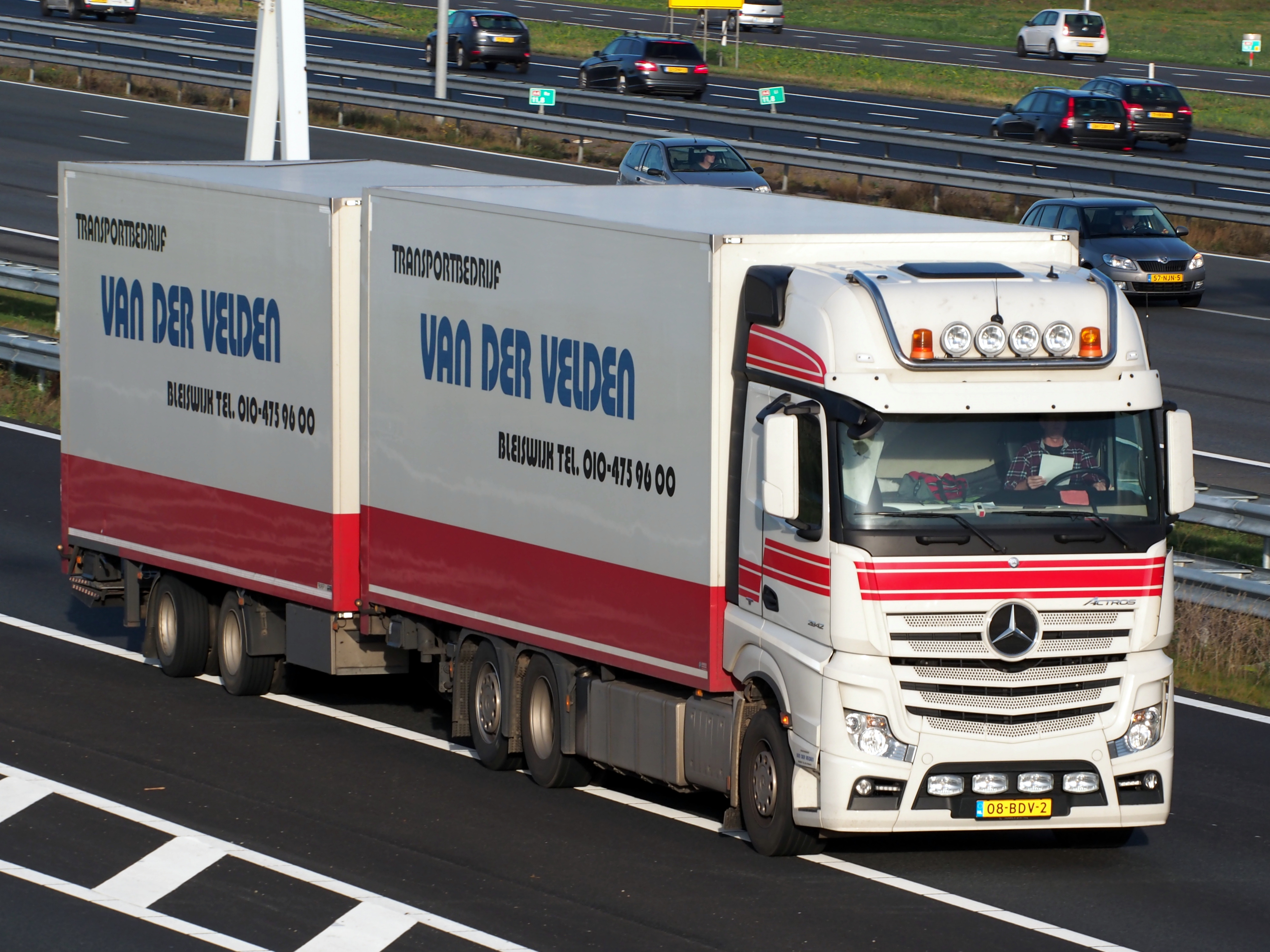
Actros 2842
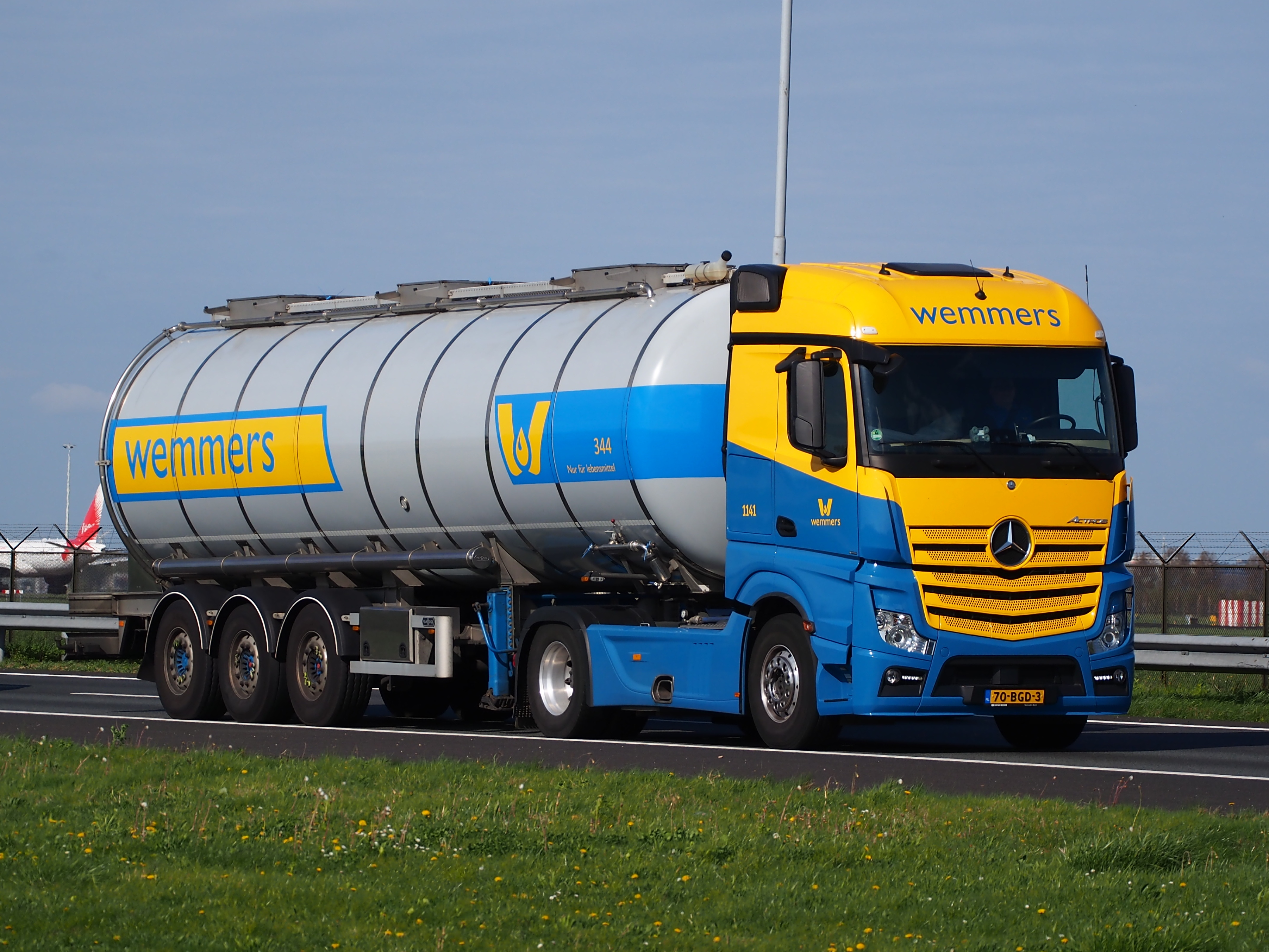
Actros Tanklastzug
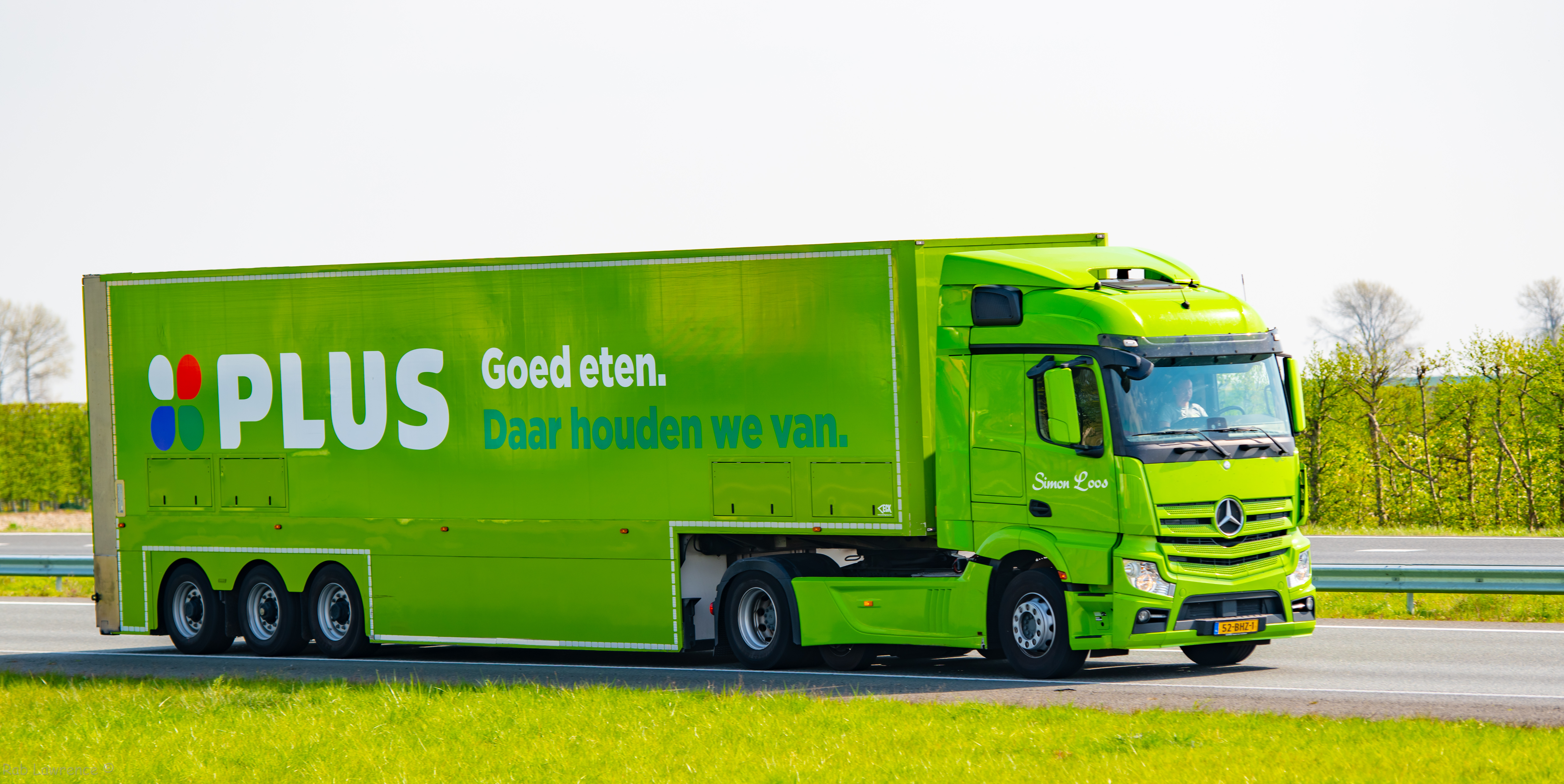
Actros
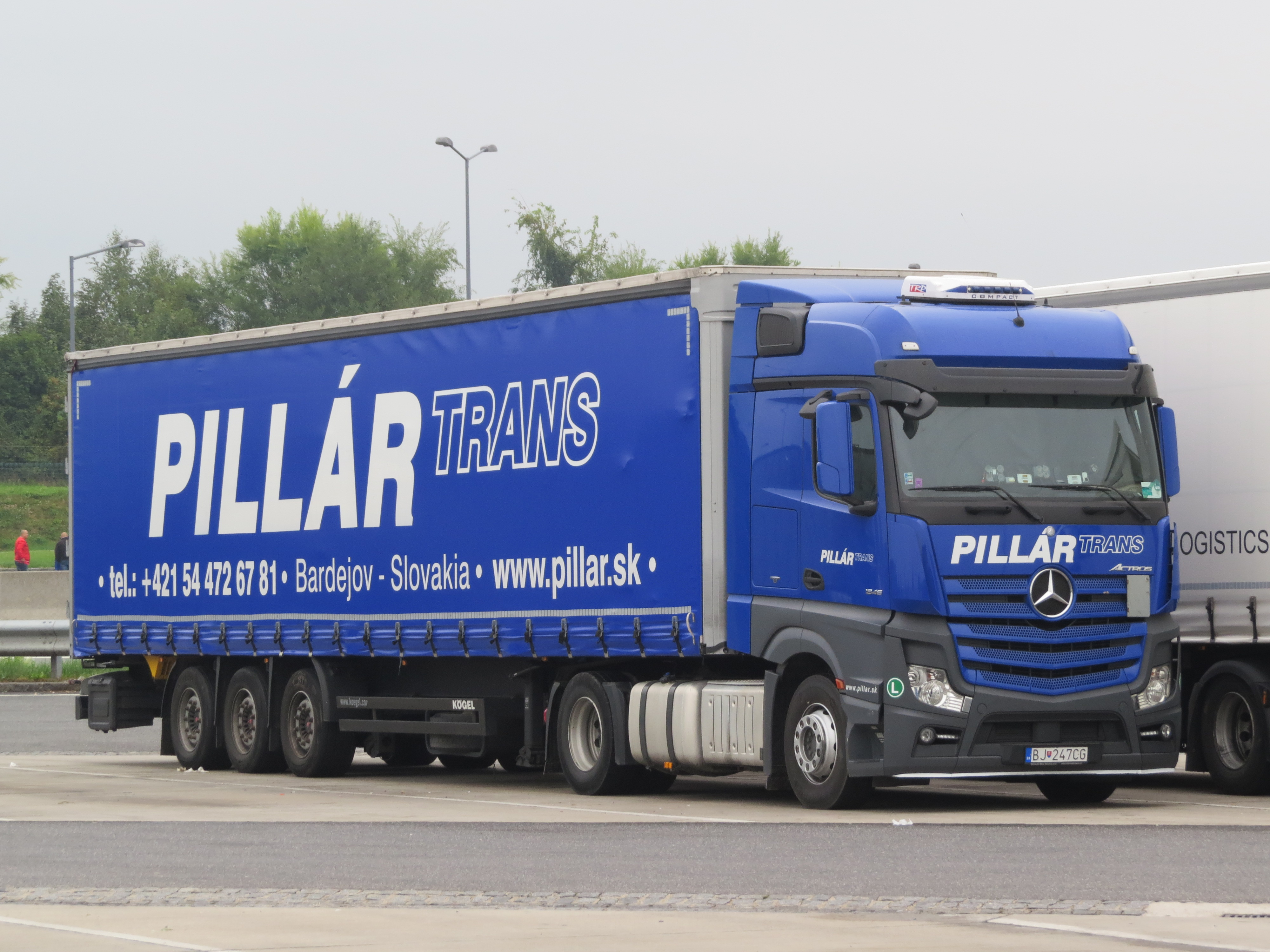
Actros 1845
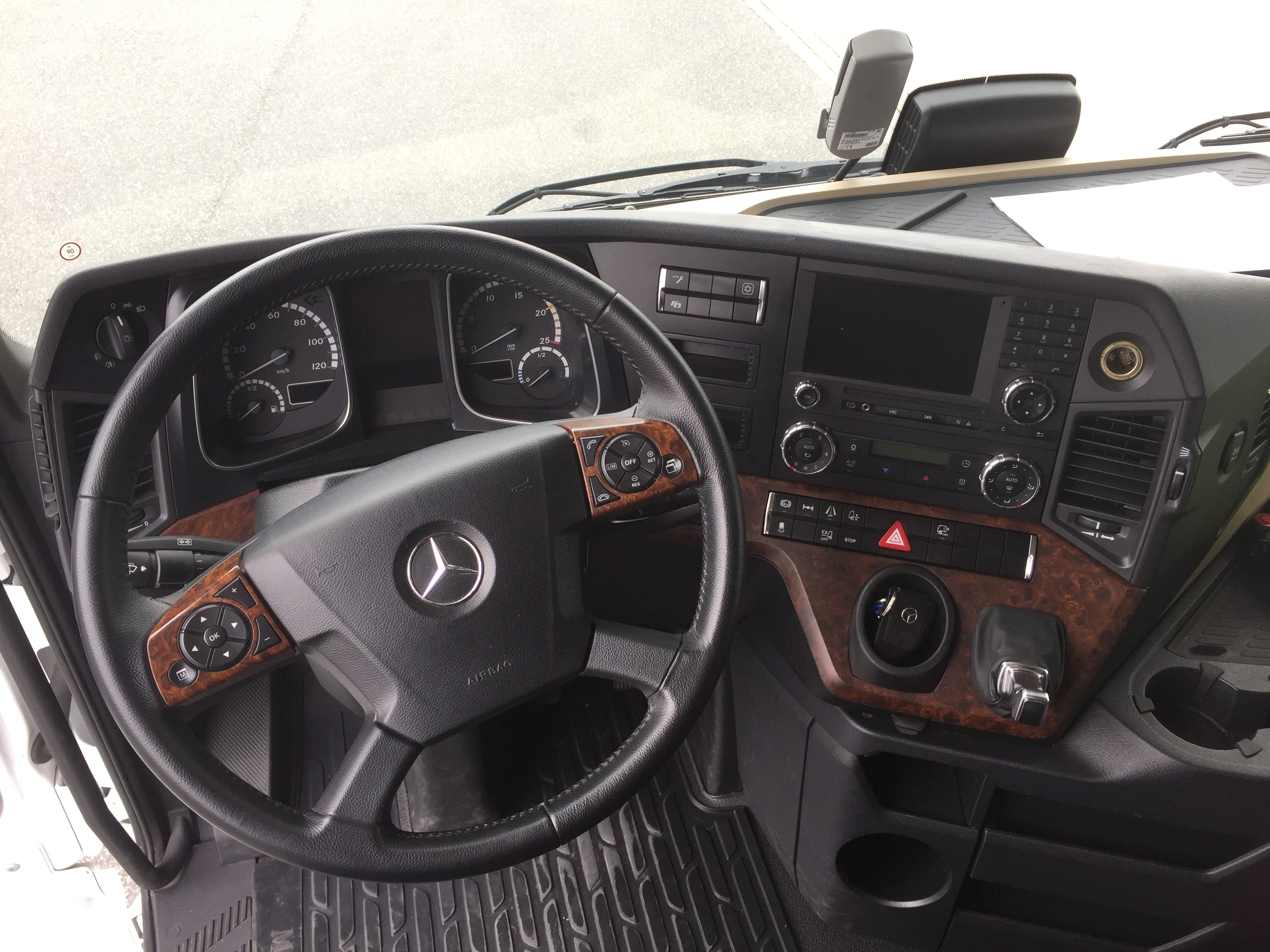
Interieur

### Schwerlastzugmaschine SLT
Zum Modelljahr 2014 folgten die neuen Schwerlastzugmaschinen Actros SLT und Arocs SLT. Diese unterscheiden sich in zentralen Elementen wie den Motoren, der Kühlanlage, der Turbo-Retarder-Kupplung oder dem vollautomatisierten 16-Gang-Getriebe mit speziellen Fahrprogrammen für den Schwerlasteinsatz von den Standard-Varianten.
Ausgelegt auf ein Gesamtzuggewicht von 250 Tonnen, ist die SLT-Baureihe in zahlreichen Konfigurationen mit drei und vier Achsen auf der Basis von Actros oder Arocs verfügbar. Während die luftgefederten Actros-basierten SLT-Modelle nur mit 2500 mm breiten Fahrerhäusern (GigaSpace und BigSpace) erhältlich sind, können die stahlgefederten Arocs SLT (Basis: Arocs Grounder) zusätzlich in 2300 mm Breite geordert werden.
Erhältlich sind folgende Versionen auf Actros-Basis:
- Actros SLT 6×4, Radstand 3400 mm oder 4000 mm
- Actros SLT 8×4, Radstand 4000 mm

Arocs-basierte SLT-Zugmaschinen sind in folgenden Varianten lieferbar:
- Arocs SLT 6×4, Radstand 3300 mm oder 3900 mm
- Arocs SLT 8×4, Radstand 3900 mm
- Arocs SLT 8×6, Radstand 4200 mm
- Arocs SLT 6×6, Radstand 3900 mm
- Arocs SLT 8×8, Radstand 4850 mm

Ausführungen des SLT mit Allradantrieb als 6×6, 8×6 und 8×8 folgen im April 2014. Für die neuen Schwerlastzugmaschinen kommt der größte Reihensechszylinder der Baureihe OM 47x, der OM 473, in drei unterschiedlichen Leistungsstufen zwischen 380 und 460 kW (517 bis 625 PS) zum Einsatz, alle in Euro-6-Homologation.
Die Federführung bei der Entwicklung lag bei CTT (Custom Tailored Trucks) im Mercedes-Benz-Werk Molsheim (Frankreich), eng abgestimmt mit der Truck-Entwicklung in Stuttgart. Das Basisfahrzeug des SLT wird im Lkw-Werk Wörth produziert und in Molsheim fertig aufgebaut. Dies betrifft den Kühlturm hinter dem Fahrerhaus mitsamt den darin untergebrachten Komponenten, die Montage der gelenkten Vorlaufachse bei den vierachsigen Sattelzugmaschinen sowie die Anhängeböcke mit Schwerlastkupplungen vorn und hinten (die bis zu 1000 Tonnen Zuglasten verkraften), die verschiebbare Sattelkupplung, Abdrückplatte im Heck, den sogenannten Catwalk hinter dem Kühlturm sowie Arbeitsscheinwerfer.

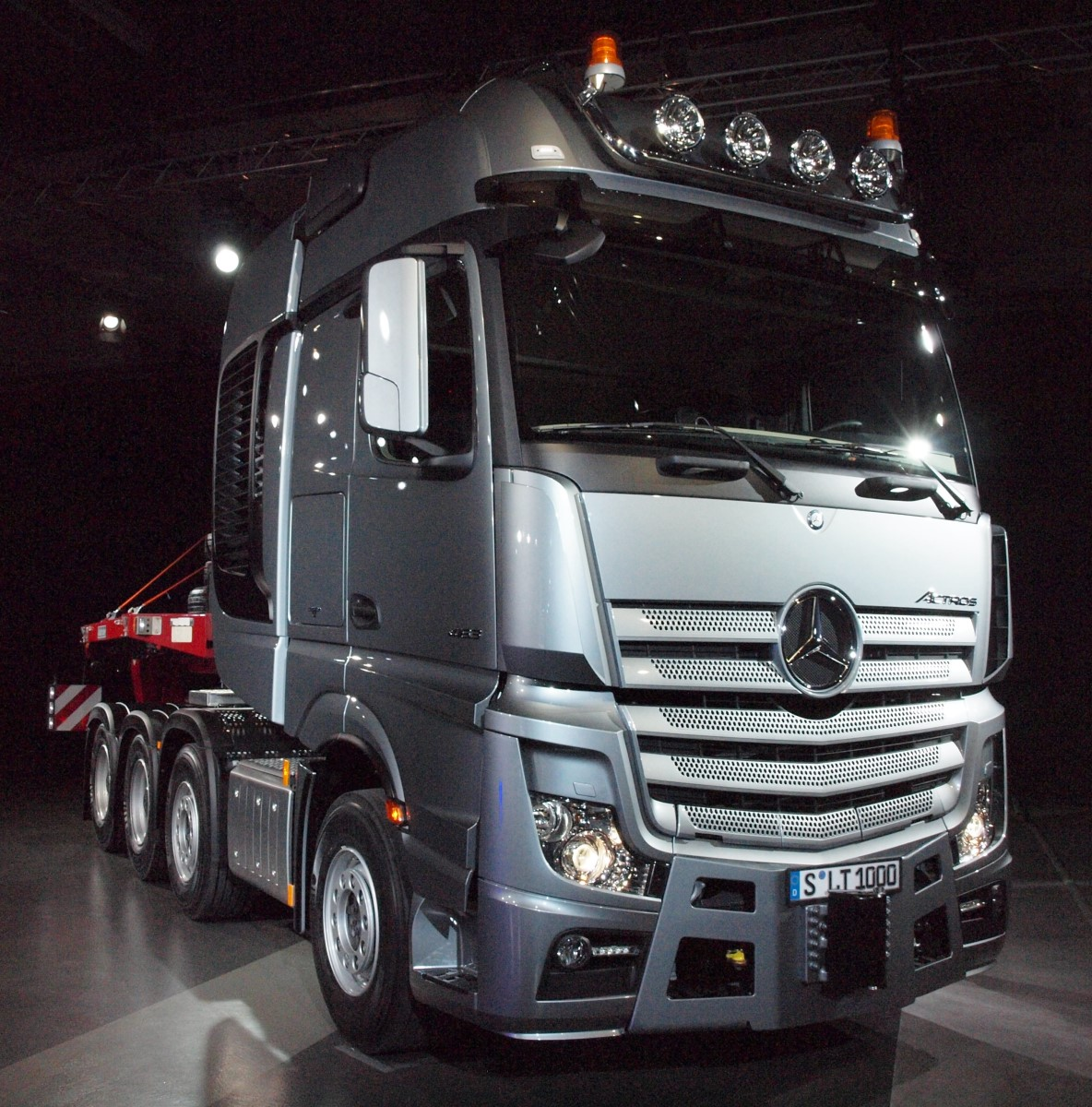
Schwerlastzugmaschine Actros 4163 SLT
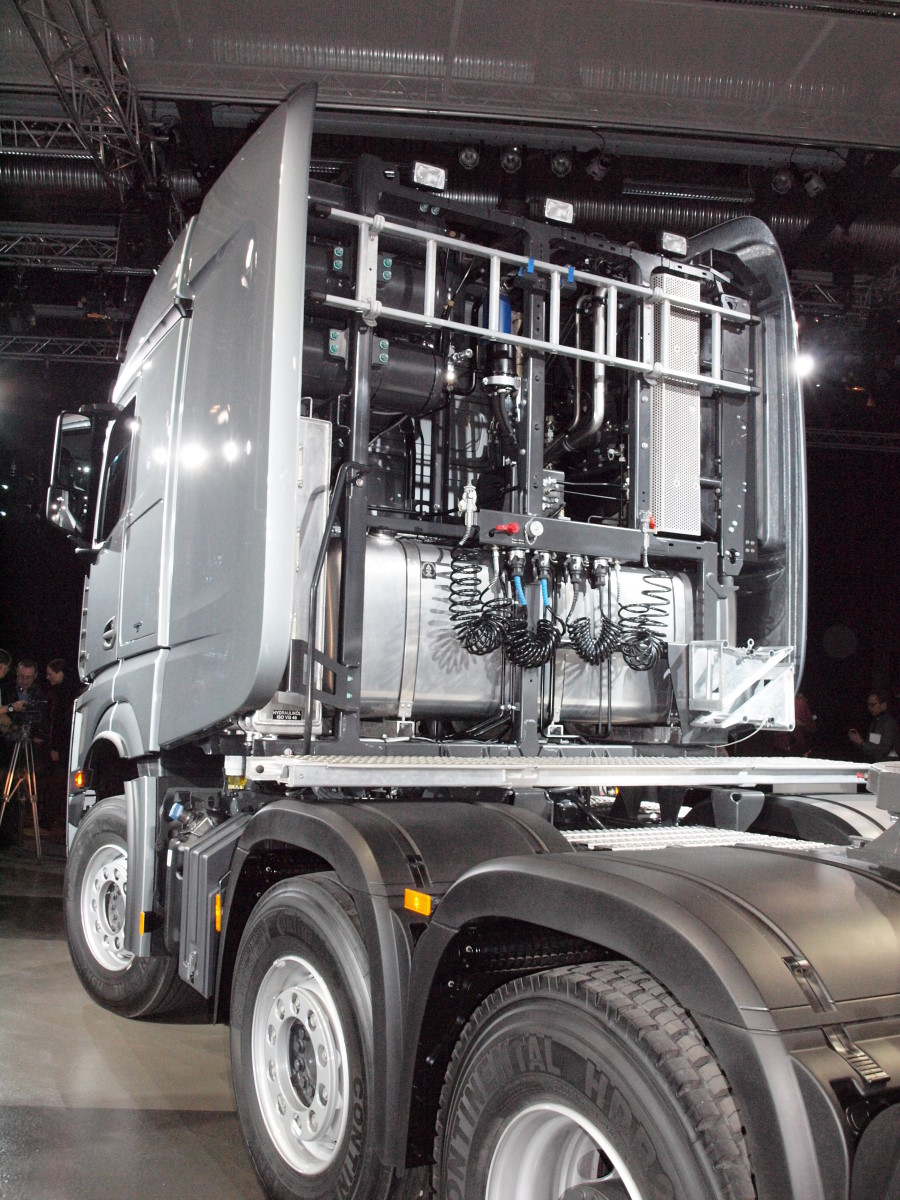
Kühlturm einer Arocs-SLT-Schwerlastzugmaschine
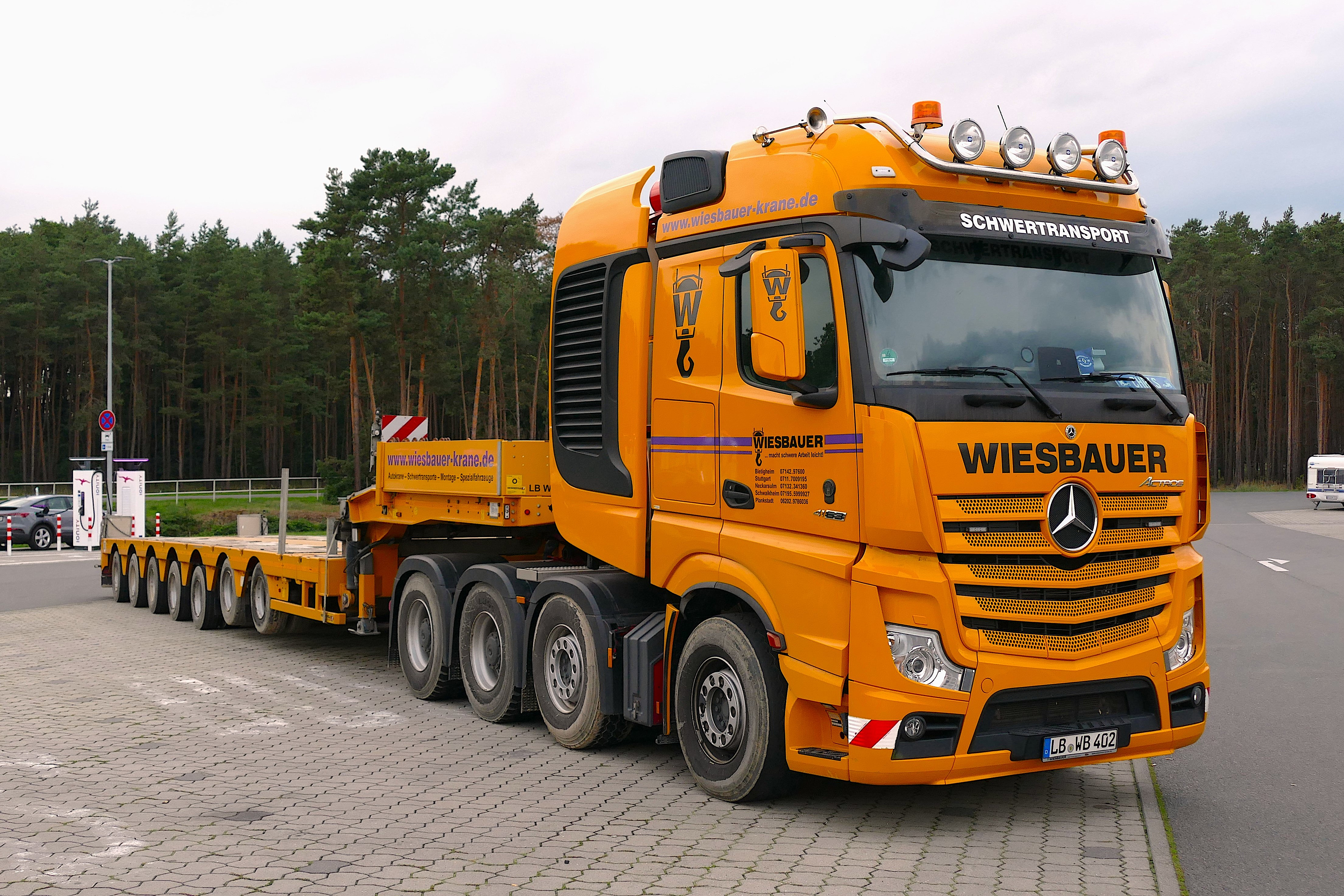
Actros 4163 SLT in Linthe (August 2023)

### Bison der Bundeswehr (SgBAFz)
Auf Basis des Actros 4151 AK 8x8 kommt der „Bison“ als schweres geschütztes Berge-Kranfahrzeug bei der Bundeswehr zum Einsatz.

Bison SgBAFz (Gesch BKT) - Schweres geschütztes Berge-Kranfahrzeug der Bundeswehr - Basis Actros 4151 AK 8x8
Bison SgBAFz - (Gesch BKT) - Schweres geschütztes Berge-Kranfahrzeug der Bundeswehr - Basis Actros 4151 AK 8x8 - Seitenansicht

## Actros 5
Die nächste Generation wurde im Herbst 2018 vorgestellt. Mercedes-Benz Trucks sprach bei der Markteinführung stets vom „neuen Actros“. Die Bezeichnung Actros 5 gilt als üblich.

### eActros

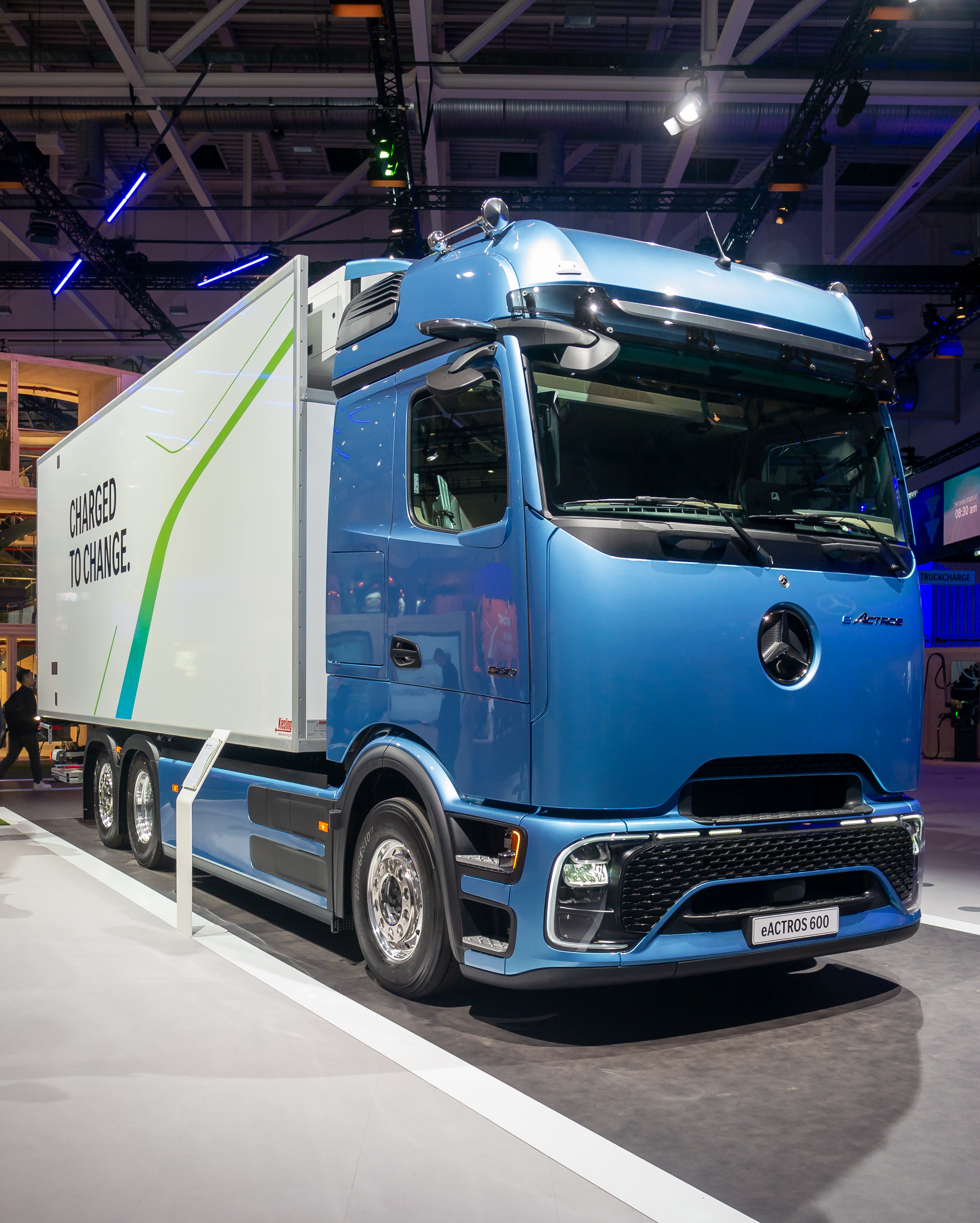
eActros 600 auf der IAA Transportation 2024

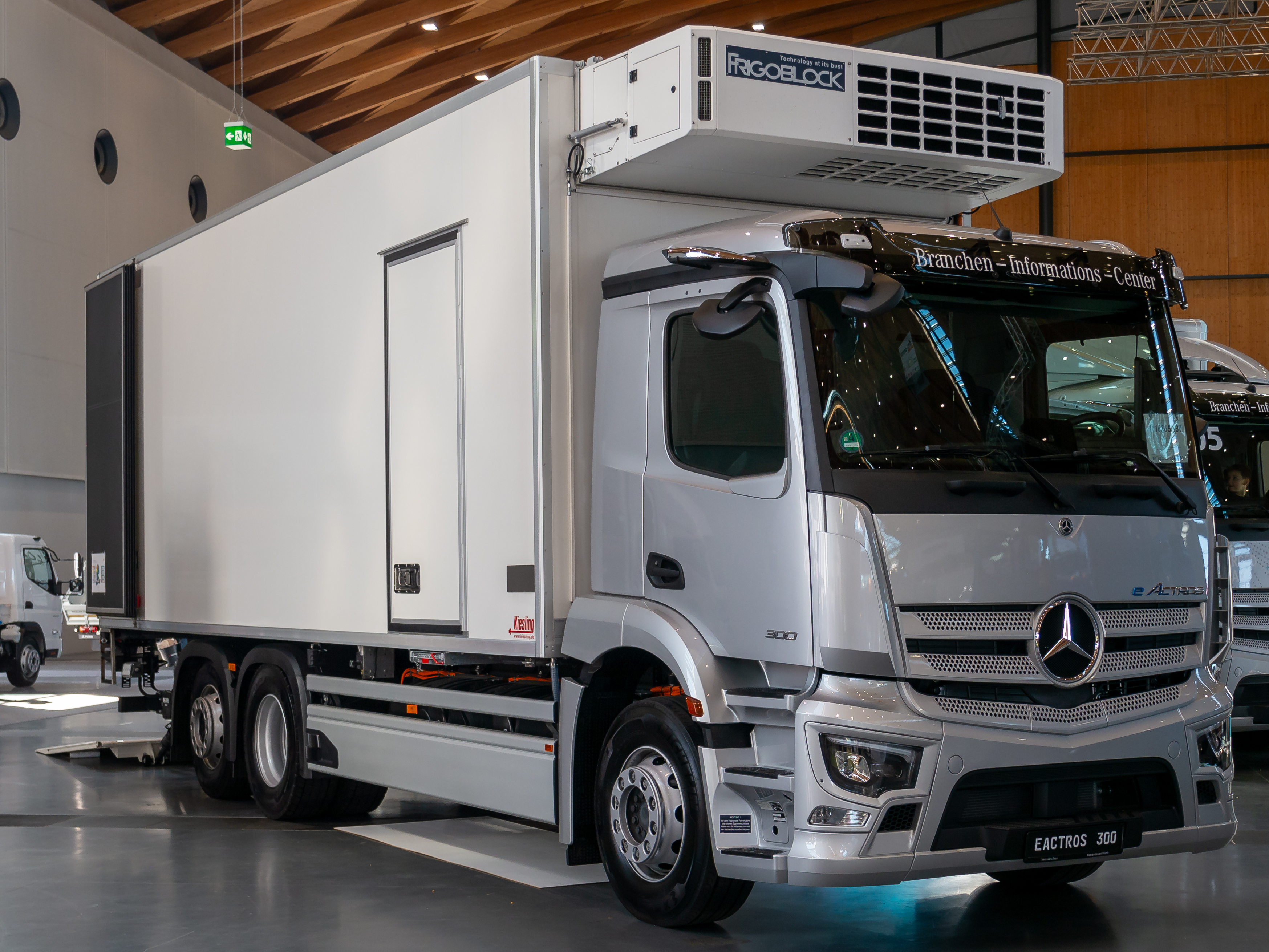
eActros 300 als dreiachsiges (6×2) Fahrgestell mit Kühlkoffer

Seit 2022 wird der batterieelektrische Lkw eActros 300 bzw. eActros 400 als Sattelzugmaschine und Fahrgestell für den Verteilerverkehr angeboten. Akkus mit einer Gesamtkapazität von 336 kWh ermöglichen etwa 330 km Reichweite; 448 kWh ermöglichen etwa 400 km. Der eActros 300 und eActros 400 wird ausschließlich mit dem M Classic Space-Führerhaus (ehemals Antos) ausgeliefert. Der Antriebsstrang besteht aus einem permanenterregten Synchronmotor mit 330 kW Dauerleistung, sowie einem Vierganggetriebe (je zwei Vorwärts- und Rückwärtsgänge).

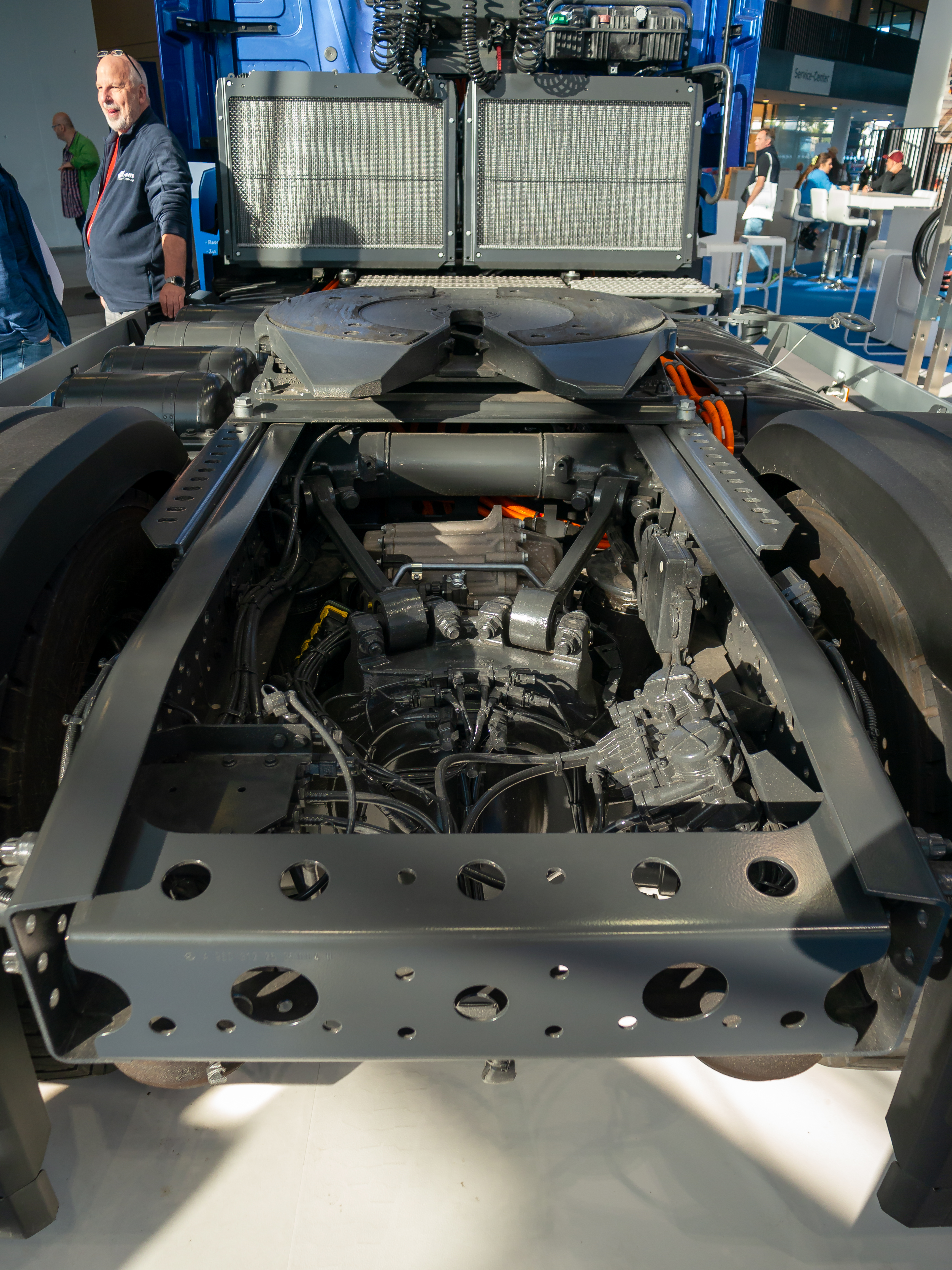
Antriebseinheit des eActros 300

Ende November 2024 erfolgte der Start der Serienproduktion des eActros 600 mit einer Reichweite von bis zu 500 km, mit einem 621 kWh-LFP-Akku und einer Nutzlast von 22 Tonnen. Noch im Dezember 2024 wurden 50 Fahrzeuge an Käufer übergeben. Zu diesem Zeitpunkt lagen rund 2000 feste Bestellungen und eine vierstellige Anzahl von Kauf-Absichtserklärungen vor. Der eActros 600 hat ein aerodynamikoptimiertes Führerhaus auf Basis des Gigaspace ausgestattet. Er verfügt über zwei Synchronmotoren mit je 330 kW Dauerleistung, ein Vierganggetriebe und eine Reichweite von 500 km.